# Дискография Мадонны
Дискография американской певицы и автора-исполнителя Мадонны (Мадонны Луиз(ы) Чикконе — англ. Madonna Louise Ciccone) включает четырнадцать студийных альбомов, три саундтрек-альбома, шесть концертных альбомов, семь сборников и 93 сингла.
В 1982 году Мадонна подписала контракт с Sire Records, лейблом компании Warner Bros. Records. Первым релизом стал одноимённый альбом Madonna (1983). Он достиг восьмого места в чарте Billboard 200 и стал пятикратно платиновым по сертификации RIAA. После него последовал второй альбом Like a Virgin (1984). Он возглавил чарты нескольких стран и достиг бриллиантовой сертификации RIAA. Третий студийный альбом True Blue вышел в 1986 году и стал вторым чарт-топпером в США, продавшись по миру тиражом более 25 млн экземпляров. В 1987 году она выпустила ещё два платиновых альбома в США: саундтрек Who’s That Girl soundtrack и первый сборник ремиксов You Can Dance. Четвёртый студийный альбом Like a Prayer (1989) стал третьим альбомом «номер один» Billboard 200 и четырежды платиновым в США.
Мадонна начала 1990-е годы с релиза саундтрека I’m Breathless (1990), вдохновлённого фильмом Дик Трейси. В тот же год она выпустила сборник хитов The Immaculate Collection. Сборник продался тиражом в 30 миллионов копий и стал самым продаваемым сборником сольного исполнителя. Он также стал вторым альбомом по продажам для исполнительниц в Великобритании и её вторым бриллиантовым альбомом в США. В 1992 году Мадонна основала свой лейбл Maverick Records в качестве совместного предприятия с Time Warner. Она получила авансом $60 миллионов долларов, а также 20 % роялти, самый высокий процент для того времени, что было наравне с Майклом Джексоном. Её следующими релизами для Maverick стали студийные альбомы Erotica (1992) и Bedtime Stories (1994), а также сборник баллад Something to Remember (1995). Все они достигли мульти-платинового статуса в США. Третий альбом-саундтрек из мюзикла «Эвита» (1996) был сертифицирован RIAA как пятикратно платиновый. Седьмой студийный альбом Мадонны Ray of Light (1998) продался по всему миру тиражом в 16 миллионов копий.
В 2000 году Music стал её четвёртым альбомом «номер один» в Billboard 200, причём это произошло впервые за 11 лет (со времён Like a Prayer). Он также возглавил чарты нескольких европейских стран. American Life (2003) стал пятым «номером один» в Billboard 200. В 2004 году Мадонна продала свою долю в Maverick. Confessions on a Dance Floor, выпущенный в 2005 году, дебютировал на первом месте в США и чартах основных музыкальных рынков. Её действующий контракт с Warner Bros. завершился одиннадцатым студийным альбомом Hard Candy (2008), ставшим седьмым чарт-топпером Billboard 200, и сборником Celebration (2009). В 2011 году Мадонна объявила о подписании контракта на три диска с лейблом Interscope Records, что предусматривало распространение альбомов в сотрудничестве с Live Nation. Первым релизом в рамках этого договора стал двенадцатый студийный альбом MDNA (2012), ставший её восьмым альбомом «номер один» в Billboard 200. Однако вскоре эта серия была прервана её 13-м студийным альбомом Rebel Heart, который достиг второго места. Следующий диск Madame X стал её девятым «номером один» в Billboard 200.
| Сертификации | Сертификации | |
| --- | --- | --- |
| (S) | Серебряный диск | |
| (G) | Золотой диск | |
| (P) | Платиновый диск | |
| (2×P) | Дважды платиновый диск (и т. д. как кратный платиновому) | |
| (D) | Бриллиантовый диск | |
| Сокращения названий стран (по стандарту ISO 3166-1) \| - AU — Австралия - AT — Австрия - AR — Аргентина - BE — Бельгия - BR — Бразилия - GB — Великобритания - HU — Венгрия - DE — Германия - GR — Греция - DK — Дания - EU — Европейский союз - IL — Израиль - IN — Индия - IS — Исландия - IE — Ирландия \| - ES — Испания - IT — Италия - CA — Канада - CN — Китай (включает CN-HK с 1997; не включает TW) - MX — Мексика - NL — Нидерланды - NZ — Новая Зеландия - NO — Норвегия - PL — Польша - PT — Португалия - RU — Россия (правопреемник SU с 1991) - SG — Сингапур - SK — Словакия - US — США - TW — Тайвань - PH — Филиппины \| - FI — Финляндия - FR — Франция - HR — Хорватия - CZ — Чехия - CL — Чили - CH — Швейцария - SE — Швеция - KR — Южная Корея - ZA — ЮАР - JP — Япония Ранее существовавшие страны - SU — СССР ( → RU c 1991) - HK — Гонконг ( → CN-HK с 1997) \| | | |
| - AU — Австралия - AT — Австрия - AR — Аргентина - BE — Бельгия - BR — Бразилия - GB — Великобритания - HU — Венгрия - DE — Германия - GR — Греция - DK — Дания - EU — Европейский союз - IL — Израиль - IN — Индия - IS — Исландия - IE — Ирландия | - ES — Испания - IT — Италия - CA — Канада - CN — Китай (включает CN-HK с 1997; не включает TW) - MX — Мексика - NL — Нидерланды - NZ — Новая Зеландия - NO — Норвегия - PL — Польша - PT — Португалия - RU — Россия (правопреемник SU с 1991) - SG — Сингапур - SK — Словакия - US — США - TW — Тайвань - PH — Филиппины | - FI — Финляндия - FR — Франция - HR — Хорватия - CZ — Чехия - CL — Чили - CH — Швейцария - SE — Швеция - KR — Южная Корея - ZA — ЮАР - JP — Япония Ранее существовавшие страны - SU — СССР ( → RU c 1991) - HK — Гонконг ( → CN-HK с 1997) |

## Студийные альбомы
| № п/п                                                                      | Год  | Название | Наивысшая позиция в чартах | Наивысшая позиция в чартах | Наивысшая позиция в чартах     | Наивысшая позиция в чартах | Наивысшая позиция в чартах | Наивысшая позиция в чартах | Наивысшая позиция в чартах | Наивысшая позиция в чартах | Наивысшая позиция в чартах | Наивысшая позиция в чартах | Наивысшая позиция в чартах | Наивысшая позиция в чартах | Наивысшая позиция в чартах | Наивысшая позиция в чартах                                  | Наивысшая позиция в чартах                                  | Наивысшая позиция в чартах                                  | Наивысшая позиция в чартах                                  | Наивысшая позиция в чартах                                  | Наивысшая позиция в чартах                                  | Наивысшая позиция в чартах                                  | Наивысшая позиция в чартах                                  | Наивысшая позиция в чартах                                  | Наивысшая позиция в чартах                                  | Наивысшая позиция в чартах                                  | Наивысшая позиция в чартах                                  | Наивысшая позиция в чартах                                  | Наивысшая позиция в чартах                                  | Наивысшая позиция в чартах                                  | Наивысшая позиция в чартах                                  | Наивысшая позиция в чартах                                  | Наивысшая позиция в чартах                                  | Наивысшая позиция в чартах | Наивысшая позиция в чартах | Наивысшая позиция в чартах | Наивысшая позиция в чартах | Наивысшая позиция в чартах | Наивысшая позиция в чартах | Наивысшая позиция в чартах                         | Наивысшая позиция в чартах                    | Наивысшая позиция в чартах                    | Наивысшая позиция в чартах                    | Наивысшая позиция в чартах                    | Наивысшая позиция в чартах    | Сертификации (Пороги продаж) | Цифры продаж                                                      | №  |
| № п/п                                                                      | Год  | Название | US                         | IL UM с 2008               | Содружество наций (CWN)        | Содружество наций (CWN)    | Содружество наций (CWN)    | Содружество наций (CWN)    | Содружество наций (CWN)    | Содружество наций (CWN)    | Содружество наций (CWN)    | Латинская Америка          | Латинская Америка          | Латинская Америка          | Латинская Америка          | Евросоюз (EU) с 1957 ~ Союз для Средиземноморья (UM) с 2008 | Евросоюз (EU) с 1957 ~ Союз для Средиземноморья (UM) с 2008 | Евросоюз (EU) с 1957 ~ Союз для Средиземноморья (UM) с 2008 | Евросоюз (EU) с 1957 ~ Союз для Средиземноморья (UM) с 2008 | Евросоюз (EU) с 1957 ~ Союз для Средиземноморья (UM) с 2008 | Евросоюз (EU) с 1957 ~ Союз для Средиземноморья (UM) с 2008 | Евросоюз (EU) с 1957 ~ Союз для Средиземноморья (UM) с 2008 | Евросоюз (EU) с 1957 ~ Союз для Средиземноморья (UM) с 2008 | Евросоюз (EU) с 1957 ~ Союз для Средиземноморья (UM) с 2008 | Евросоюз (EU) с 1957 ~ Союз для Средиземноморья (UM) с 2008 | Евросоюз (EU) с 1957 ~ Союз для Средиземноморья (UM) с 2008 | Евросоюз (EU) с 1957 ~ Союз для Средиземноморья (UM) с 2008 | Евросоюз (EU) с 1957 ~ Союз для Средиземноморья (UM) с 2008 | Евросоюз (EU) с 1957 ~ Союз для Средиземноморья (UM) с 2008 | Евросоюз (EU) с 1957 ~ Союз для Средиземноморья (UM) с 2008 | Евросоюз (EU) с 1957 ~ Союз для Средиземноморья (UM) с 2008 | Евросоюз (EU) с 1957 ~ Союз для Средиземноморья (UM) с 2008 | Евросоюз (EU) с 1957 ~ Союз для Средиземноморья (UM) с 2008 | CH                         | Северная Европа            | Северная Европа            | Северная Европа            | Северная Европа            | Северная Европа            | Восточная Азия и западная часть Тихого океана      | Восточная Азия и западная часть Тихого океана | Восточная Азия и западная часть Тихого океана | Восточная Азия и западная часть Тихого океана | Восточная Азия и западная часть Тихого океана | SU до 1991 RU СГ ~ URB c 2000 | Сертификации (Пороги продаж) | Цифры продаж                                                      | №  |
| № п/п                                                                      | Год  | Название | US                         | IL UM с 2008               | EU с 1973 по 2020 GB UM с 2008 | AU                         | CA                         | IN                         | NZ                         | SG                         | ZA                         | AR                         | BR                         | CL                         | MX                         | EU                                                          | AT EU с 1995                                                | BE VLG                                                      | BE WAL                                                      | CZ EU с 2004                                                | DE                                                          | ES EU с 1986                                                | FR                                                          | GR EU с 1981                                                | HR EU с 2013                                                | HU EU с 2004                                                | IE EU с 1973                                                | IT                                                          | SU до 1990 LT EU с 2004                                     | NL                                                          | PL EU с 2004                                                | PT                                                          | SK EU с 2004                                                | CH                         | DK EU с 1973               | FI EU с 1995               | не в EU IS                 | не в EU NO                 | SE EU с 1995               | HK ↓ CN-HK с 1997                                  | JP                                            | KR                                            | PH                                            | TW                                            | SU до 1991 RU СГ ~ URB c 2000 | Сертификации (Пороги продаж) | Цифры продаж                                                      | №  |
| -------------------------------------------------------------------------- | ---- | --- | -------------------------- | -------------------------- | ------------------------------ | -------------------------- | -------------------------- | -------------------------- | -------------------------- | -------------------------- | -------------------------- | -------------------------- | -------------------------- | -------------------------- | -------------------------- | ----------------------------------------------------------- | ----------------------------------------------------------- | ----------------------------------------------------------- | ----------------------------------------------------------- | ----------------------------------------------------------- | ----------------------------------------------------------- | ----------------------------------------------------------- | ----------------------------------------------------------- | ----------------------------------------------------------- | ----------------------------------------------------------- | ----------------------------------------------------------- | ----------------------------------------------------------- | ----------------------------------------------------------- | ----------------------------------------------------------- | ----------------------------------------------------------- | ----------------------------------------------------------- | ----------------------------------------------------------- | ----------------------------------------------------------- | -------------------------- | -------------------------- | -------------------------- | -------------------------- | -------------------------- | -------------------------- | -------------------------------------------------- | --------------------------------------------- | --------------------------------------------- | --------------------------------------------- | --------------------------------------------- | ----------------------------- | --- | ----------------------------------------------------------------- | -- |
| 1                                                                          | 1983 | Madonna Детали - Дата выхода: 27 июля - Лейбл: Sire, WB - Формат: кассета, CD, LP, picture disc                      | 8 (5×P)                    | —                          | 6 (P)                          | 10 (2×P)                   | 16                         | —                          | 6 (P)                      | —                          | 65 (G)                     | —                          | —                          | —                          | —                          | —                                                           | 15                                                          | —                                                           | —                                                           | —                                                           | 28 (G)                                                      | — (G)                                                       | 8 (P)                                                       | 29                                                          | 2                                                           | 18                                                          | —                                                           | — (G)                                                       | —                                                           | 7 (P)                                                       | —                                                           | —                                                           | —                                                           | —                          | 57                         | 38                         | —                          | —                          | 43                         | — (P)                                              | 20                                            | —                                             | —                                             | —                                             | —                             | US: 5 × платиновый Список - Содружество - GB: платиновый - AU: 3 × платиновый - Евросоюз - FR: платиновый - DE: золотой - ES: золотой | Мир: 10 млн. Страны - US: 5 млн. - FR: 232 500                    | 1  |
| 2                                                                          | 1984 | Like a Virgin Детали - Дата выхода: 12 ноября - Лейбл: Sire, WB - Формат: кассета, CD, LP, picture disc              | 1 (D)                      | —                          | 1 (3×P)                        | 2 (7×P)                    | 3 (D)                      | —                          | 1 (5×P)                    | —                          | —                          | —                          | —                          | —                          | —                          | 1                                                           | 3                                                           | — / — (P)                                                   | — / — (P)                                                   | —                                                           | 1 (3×G)                                                     | 1 (P)                                                       | 2 (2×P)                                                     | —                                                           | 6                                                           | 25                                                          | —                                                           | 1 (2×P)                                                     | —                                                           | 1                                                           | —                                                           | —                                                           | —                                                           | 3 (2×P)                    | 22                         | 8 (G)                      | 2                          | 6                          | 3                          | — (P)                                              | 2 (G)                                         | —                                             | —                                             | —                                             | —                             | US: бриллиантовый Список - Содружество - GB: 3 × платиновый - AU: 7 × платиновый - CA: бриллиантовый - Евросоюз - FR: 2 × платиновый - DE: 3 × золотой - ES: платиновый - Другие - CH: 2 × платиновый                                                    | Мир: 21 млн. Страны - US: 10 млн. - FR: 632 700                   | 2  |
| 3                                                                          | 1986 | True Blue Детали - Дата выхода: 30 июня - Лейбл: Sire, WB - Формат: кассета, CD, LP, picture disc                    | 1 (7×P)                    | 1                          | 1 (7×P)                        | 1 (4×P)                    | 1 (D)                      | —                          | 1 (5×P)                    | —                          | —                          | 1 (4×P)                    | 1 (G)                      | —                          | —                          | 1                                                           | 1 (P)                                                       | 1 / 1 (P)                                                   | 1 / 1 (P)                                                   | —                                                           | 1 (2×P)                                                     | 1 (3×P)                                                     | 1 (D)                                                       | 5 (G)                                                       | 1                                                           | —                                                           | 1                                                           | 1 (4×P)                                                     | —                                                           | 1 (P)                                                       | —                                                           | — (G)                                                       | —                                                           | 1 (3×P)                    | 1                          | 1 (P)                      | 1                          | 2 (P)                      | 2                          | — (P)                                              | 1 (G)                                         | —                                             | 1                                             | —                                             | —                             | US: 7 × платиновый Список - Содружество - GB: 7 × платиновый - AU: 4 × платиновый - CA: бриллиантовый - Евросоюз - FR: бриллиантовый - DE: 2 × платиновый - ES: 3 × платиновый                                                                           | Мир: 25 млн. Страны - US: 7 млн. - FR: 1 353 110 - GB: 1 961 164  | 3  |
| 4                                                                          | 1989 | Like a Prayer Детали - Дата выхода: 21 марта - Лейбл: Sire, WB - Формат: кассета, CD, LP, picture disc               | 1 (4×P)                    | —                          | 1 (4×P)                        | 4 (4×P)                    | 1 (5×P)                    | —                          | 2 (2×P)                    | —                          | —                          | 1 (P)                      | — (2×P)                    | —                          | —                          | 1                                                           | 1 (P)                                                       | 1 / 1                                                       | 1 / 1                                                       | —                                                           | 1 (3×G)                                                     | 1 (4×P)                                                     | 1 (2×P)                                                     | —                                                           | —                                                           | 25                                                          | 1                                                           | 1                                                           | —                                                           | 1 (P)                                                       | —                                                           | 1 (G)                                                       | —                                                           | 1 (2×P)                    | 1                          | 1 (P)                      | 1                          | 1                          | 1                          | —— (P)                                             | 1 (2×P)                                       | —                                             | —                                             | —                                             | —                             | US: 4 × платиновый Список - Содружество - GB: 4 × платиновый - AU: 4 × платиновый - CA: 5 × платиновый - Евросоюз - FR: 2 × платиновый - DE: 3 × золотой - ES: 4 × платиновый - Другие - AT: платиновый - CH: 2 × платиновый                             | Мир: 15 млн. Страны - US: 5 млн. - FR: 769 500                    | 4  |
| 5                                                                          | 1992 | Erotica Детали - Дата выхода: 20 октября - Лейбл: Maverick, Sire, WB - Формат: кассета, CD, LP, picture disc         | 2 (2×P)                    | —                          | 2 (2×P)                        | 1 (3×P)                    | 4 (2×P)                    | —                          | 5                          | —                          | 28 (G)                     | 5 (4×P)                    | — (G)                      | —                          | —                          | 1                                                           | 5 (G)                                                       | 4 / 4                                                       | 4 / 4                                                       | —                                                           | 5 (G)                                                       | 5 (P)                                                       | 1                                                           | 3                                                           | —                                                           | 15                                                          | 5                                                           | 2                                                           | —                                                           | 13 (G)                                                      | —                                                           | 6                                                           | —                                                           | 4 (G)                      | 2                          | 1                          | 10                         | 11                         | 6                          | —                                                  | — (2×P)                                       | —                                             | —                                             | —                                             | —                             | US: 2 × платиновый Список - Содружество - GB: 2 × платиновый - AU: 3 × платиновый - CA: 2 × платиновый - Евросоюз - DE: золотой - ES: платиновый - Другие - AT: золотой - CH: золотой                                                                    | Мир: 5 млн. Страны - US: 1 893 000                                | 5  |
| 6                                                                          | 1994 | Bedtime Stories Детали - Дата выхода: 25 октября - Лейбл: Maverick, Sire, WB - Формат: кассета, CD, LP, picture disc | 3 (3×P)                    | —                          | 2 (P)                          | 1 (2×P)                    | 2 (2×P)                    | —                          | 5                          | —                          | 12 (P)                     | 4 (2×P)                    | — (P)                      | —                          | —                          | 2 (2×P)                                                     | 7 (G)                                                       | 7 / 7 (G)                                                   | 7 / 7 (G)                                                   | —                                                           | 4 (P)                                                       | 5 (P)                                                       | 2 (2×G)                                                     | —                                                           | —                                                           | 7                                                           | 9                                                           | 2 (2×P)                                                     | —                                                           | 13                                                          | —                                                           | 2                                                           | —                                                           | 4 (G)                      | —                          | 2                          | 6                          | —                          | 5                          | —                                                  | 9 (P)                                         | —                                             | —                                             | —                                             | —                             | US: 3 × платиновый Список - Содружество - GB: платиновый - AU: 2 × платиновый - CA: 2 × платиновый - Евросоюз - EU: 2 × платиновый - FR: 2 × золотой - DE: платиновый - ES: платиновый - Другие - AT: золотой - CH: золотой                              | Мир: 6 млн. Страны - US: 2 312 000 - FR: 277 400                  | 6  |
| 7                                                                          | 1998 | Ray of Light Детали - Дата выхода: 3 марта - Лейбл: Maverick, WB - Формат: кассета, CD, ЦД, LP                       | 2 (4×P)                    | 1                          | 1 (6×P)                        | 1 (3×P)                    | 2 (7×P)                    | —                          | 1 (P)                      | 1 (P)                      | —                          | — (3×P)                    | — (P)                      | —                          | —                          | 1 (7×P)                                                     | 2 (2×P)                                                     | 1 / 2 (P)                                                   | 1 / 2 (P)                                                   | 2                                                           | 1 (3×P)                                                     | 1 (3×P)                                                     | 2 (3×P)                                                     | 1                                                           | —                                                           | 1                                                           | 2                                                           | 1 (5×P)                                                     | —                                                           | 1 (3×P)                                                     | 37 (2×P)                                                    | 6                                                           | —                                                           | 1 (3×P)                    | 2 (5×P)                    | 1 (P)                      | 4                          | 1 (2×P)                    | 2 (3×P)                    | — (P)                                              | 7 (2×P)                                       | —                                             | —                                             | 4                                             | —                             | US: 4 × платиновый Список - Содружество - GB: 6 × платиновый - AU: 3 × платиновый - CA: 7 × платиновый - Евросоюз - EU: 7 × платиновый - AT: 2 × платиновый - FR: 3 × платиновый - DE: 3 × платиновый - ES: 3 × платиновый - Другие - CH: 3 × платиновый | Мир: 16 млн. Страны - US: 3 900 000 - FR: 925 400                 | 7  |
| 8                                                                          | 2000 | Music Детали - Дата выхода: 19 сентября - Лейбл: Maverick, WB - Формат: кассета, CD, ЦД, LP                          | 1 (3×P)                    | —                          | 1 (5×P)                        | 2                          | 1 (3×P)                    | —                          | 2 (2×P)                    | 1 (P)                      | —                          | 1 (2×P)                    | 1 (G)                      | 1 (G)                      | 1 (G)                      | 1 (5×P)                                                     | 1 (P)                                                       | 2 / 2 (3×P)                                                 | 2 / 2 (3×P)                                                 | 1 (P)                                                       | 1 (2×P)                                                     | 1 (2×P)                                                     | 1 (2×P)                                                     | 1                                                           | —                                                           | 1 (G)                                                       | 1 (P)                                                       | 1 (P)                                                       | —                                                           | 1 (2×P)                                                     | 1 (P)                                                       | 3                                                           | 1                                                           | 2 (2×P)                    | 4 (2×P)                    | 1 (G)                      | —                          | 1                          | 1 (P)                      | — (P)                                              | 7 (P)                                         | —                                             | —                                             | 1 (P)                                         | —                             | US: 3 × платиновый Список - Содружество - GB: 5 × платиновый - AU: 3 × платиновый - CA: 3 × платиновый - Евросоюз - EU: 5 × платиновый - AT: платиновый - FR: 2 × платиновый - DE: 2 × платиновый - ES: 2 × платиновый - Другие - CH: 2 × платиновый     | Мир: 11 млн. Страны - US: 2 925 000 - FR: 682 400                 | 8  |
| 9                                                                          | 2003 | American Life Детали - Дата выхода: 22 апреля - Лейбл: Maverick, WB - Формат: кассета, CD, ЦД, LP                    | 1 (P)                      | —                          | 1 (P)                          | 3 (P)                      | 1 (P)                      | —                          | 2                          | —                          | —                          | 2 (P)                      | — (G)                      | —                          | —                          | 1 (P)                                                       | 1                                                           | 1 / 1 (G)                                                   | 1 / 1 (G)                                                   | 1                                                           | 1 (P)                                                       | 2 (G)                                                       | 1 (P)                                                       | — (G)                                                       | 5                                                           | 1 (G)                                                       | 6                                                           | 1                                                           | —                                                           | 1 (G)                                                       | 4                                                           | 10                                                          | —                                                           | 1 (P)                      | 2 (G)                      | 2                          | 7                          | 1                          | 1 (G)                      | —                                                  | 4 (P)                                         | —                                             | —                                             | —                                             | — (P)                         | US: платиновый Список - Содружество - GB: платиновый - AU: платиновый - CA: платиновый - Евросоюз - EU: платиновый - FR: платиновый - DE: платиновый - Другие - CH: платиновый                                                                           | Мир: 5 млн. Страны - US: 680 000 - FR: 467 900 - GB: 335 115      | 9  |
| 10                                                                         | 2005 | Confessions on a Dance Floor Детали - Дата выхода: 15 ноября - Лейбл: WB - Формат: кассета, CD, ЦД, double LP        | 1 (P)                      | 1                          | 1 (4×P)                        | 1 (2×P)                    | 1 (5×P)                    | —                          | 5 (P)                      | 1                          | —                          | 2 (5×P)                    | 1 (G)                      | 1 (G)                      | 3 (P)                      | 1 (4×P)                                                     | 1                                                           | 1 / 1 (P)                                                   | 1 / 1 (P)                                                   | 2 (G)                                                       | 1 (3×P)                                                     | 1 (2×P)                                                     | 1 (D)                                                       | 1 (2×P)                                                     | 1                                                           | 1 (2×P)                                                     | 3 (4×P)                                                     | 1 (4×P)                                                     | —                                                           | 1 (P)                                                       | 1 (P)                                                       | 1 (2×P)                                                     | —                                                           | 1 (3×P)                    | 1 (5×P)                    | 1 (P)                      | —                          | 1                          | 1 (2×P)                    | 1                                                  | 5 (2×P)                                       | —                                             | —                                             | 1                                             | — (5×P)                       | US: платиновый Список - Содружество - GB: 4 × платиновый - AU: 2 × платиновый - CA: 5 × платиновый - Евросоюз - EU: 4 × платиновый - FR: бриллиантовый - DE: 3 × платиновый - ES: 2 × платиновый - Другие - CH: 3 × платиновый                           | Мир: 10 млн. Страны - US: 1 703 000 - FR: 702 300 - GB: 1 288 213 | 10 |
| 11                                                                         | 2008 | Hard Candy Детали - Дата выхода: 29 апреля - Лейбл: WB - Формат: кассета, CD, ЦД, double LP                          | 1 (G)                      | —                          | 1 (P)                          | 1 (P)                      | 1 (P)                      | —                          | 5                          | —                          | —                          | 1 (P)                      | 1                          | 1 (G)                      | 3 (P)                      | 1 (P)                                                       | 1 (P)                                                       | 2 / 2 (P)                                                   | 2 / 2 (P)                                                   | 1 (2×P)                                                     | 1 (P)                                                       | 1 (G)                                                       | 1 (P)                                                       | 1 (P)                                                       | 1                                                           | 2 (G)                                                       | 1 (P)                                                       | 1                                                           | —                                                           | 1 (P)                                                       | 1 (P)                                                       | 1 (G)                                                       | — (3×P)                                                     | 1 (P)                      | 1 (P)                      | 1 (P)                      | —                          | 2                          | 1 (G)                      | —                                                  | 1 (P)                                         | —                                             | —                                             | —                                             | — (4×P)                       | US: золотой Список - Содружество - GB: золотой - AU: платиновый - CA: платиновый - Евросоюз - EU: платиновый - AT: платиновый - FR: платиновый - DE: платиновый - ES: золотой - Другие - CH: платиновый                                                  | Мир: 4 млн. Страны - US: 740 000 - FR: 207 669 - GB: 335 523      | 11 |
| 12                                                                         | 2012 | MDNA Детали - Дата выхода: 23 марта - Лейбл: Live Nation, Interscope - Формат: CD, ЦД, LP                            | 1 (G)                      | —                          | 1 (G)                          | 1 (G)                      | 1                          | 1 (G)                      | 3                          | —                          | 17                         | 5 (G)                      | 1 (2×P)                    | —                          | 1 (G)                      | —                                                           | 3 (G)                                                       | 1                                                           | 3                                                           | 1                                                           | 3 (G)                                                       | 1 (G)                                                       | 2 (P)                                                       | 1                                                           | 1                                                           | 1 (G)                                                       | 1                                                           | 1 (P)                                                       | —                                                           | 1 (G)                                                       | 1 (P)                                                       | 2 (G)                                                       | —                                                           | 2                          | 2 (G)                      | 1 (G)                      | —                          | 2                          | 1 (G)                      | —                                                  | 4 (G)                                         | 20                                            | —                                             | —                                             | 1 (7×P)                       | US: золотой Список - Содружество - GB: золотой - AU: золотой - Евросоюз - AT: золотой - FR: платиновый - DE: золотой - IT: платиновый - ES: золотой - Другие - RU: 7 × платиновый                                                                        | Мир: 2 млн. Страны - US: 537 000 - FR: 90 000 - GB: 131 924       | 12 |
| 13                                                                         | 2015 | Rebel Heart Детали - Дата выхода: 6 марта - Лейбл: Live Nation, Interscope - Форматы: CD, ЦД, LP                     | 2                          | —                          | 2 (G)                          | 1                          | 1                          | —                          | 7                          | —                          | —                          | 5                          | 8 (G)                      | —                          | 2 (G)                      | —                                                           | 1 (G)                                                       | 1                                                           | 2                                                           | 1                                                           | 1                                                           | 1                                                           | 3 (G)                                                       | 3                                                           | 3                                                           | 1                                                           | 5                                                           | 1 (P)                                                       | —                                                           | 1                                                           | 5 (G)                                                       | 1                                                           | —                                                           | 1                          | 2                          | 2                          | —                          | 2                          | 10                         | —                                                  | 8                                             | 1                                             | —                                             | —                                             | —                             | Список - Содружество - GB: золотой - Евросоюз - AT: золотой - FR: золотой - IT: платиновый | Мир: 1 млн. Страны - US: 238 000 - GB: 76 490                     | 13 |
| 14                                                                         | 2019 | Madame X Детали - Дата выхода: 14 июня - Лейбл: Interscope - Форматы: ЦД, CD, LP, кассета                            | 1                          | 2 (S)                      | —                              | 2                          | 2                          | —                          | 5                          | —                          | —                          | 1                          | —                          | —                          | 2                          | —                                                           | 4                                                           | 2                                                           | 2                                                           | 4                                                           | 5                                                           | 3                                                           | 4                                                           | —                                                           | 2                                                           | 3                                                           | 8                                                           | 2 (G)                                                       | 68                                                          | 2                                                           | 7                                                           | 1                                                           | 4                                                           | 2                          | 13                         | 7                          | —                          | 6                          | 10                         | —                                                  | 11                                            | 85                                            | —                                             | —                                             | —                             | Список - Содружество - GB: серебряный - Евросоюз - IT: золотой | Мир: 0,5 млн. Страны - US: 90 000 - FR: 15 900                    | 14 |
|                                                                            |      | | Флаг США                   | Флаг Израиля               | Флаг Великобритании            | Флаг Австралии             | Флаг Канады                | Флаг Индии                 | Флаг Новой Зеландии        | Флаг Сингапура             | Флаг ЮАР                   | Флаг Аргентины             | Флаг Бразилии              | Флаг Чили                  | Флаг Мексики               | Флаг ЕС                                                     | Флаг Австрии                                                | Флаг Фландрии · Флаг Бельгии                                | Флаг Валлонии · Флаг Бельгии                                | Флаг Чехии                                                  | Флаг Германии                                               | Флаг Испании                                                | Флаг Франции                                                | Флаг Греции                                                 | Флаг Хорватии                                               | Флаг Венгрии                                                | Флаг Ирландии                                               | Италия                                                      | Флаг Литвы                                                  | Флаг Нидерландов                                            | Флаг Польши                                                 | Флаг Португалии                                             | Флаг Словакии                                               | Флаг Швейцарии             | Флаг Дании                 | Флаг Финляндии             | Флаг Исландии              | Флаг Норвегии              | Флаг Швеции                | Флаг Гонконга · Флаг Китайской Народной Республики | Флаг Японии                                   | Флаг Республики Корея                         | Флаг Филиппин                                 | Флаг Тайваня                                  | Флаг России                   | |                                                                   |    |
| Знак «—» означает, что альбом не был выпущен в стране или не попал в чарт. |      | |                            |                            |                                |                            |                            |                            |                            |                            |                            |                            |                            |                            |                            |                                                             |                                                             |                                                             |                                                             |                                                             |                                                             |                                                             |                                                             |                                                             |                                                             |                                                             |                                                             |                                                             |                                                             |                                                             |                                                             |                                                             |                                                             |                            |                            |                            |                            |                            |                            |                                                    |                                               |                                               |                                               |                                               |                               | |                                                                   |    |

## Сборники
| № п/п                                                        | Год  | Название | Наивысшая позиция в чартах | Наивысшая позиция в чартах | Наивысшая позиция в чартах | Наивысшая позиция в чартах | Наивысшая позиция в чартах | Наивысшая позиция в чартах | Наивысшая позиция в чартах | Наивысшая позиция в чартах | Наивысшая позиция в чартах | Наивысшая позиция в чартах | Наивысшая позиция в чартах | Наивысшая позиция в чартах | Сертификаты | Цифры продаж                                                                      |
| № п/п                                                        | Год  | Название | US                         | AU                         | AT                         | CA                         | FR                         | DE                         | IT                         | ES                         | CH                         | NZ                         | JP                         | GB                         | Сертификаты | Цифры продаж                                                                      |
| ------------------------------------------------------------ | ---- | --- | -------------------------- | -------------------------- | -------------------------- | -------------------------- | -------------------------- | -------------------------- | -------------------------- | -------------------------- | -------------------------- | -------------------------- | -------------------------- | -------------------------- | --- | --------------------------------------------------------------------------------- |
| 1                                                            | 1987 | You Can Dance Детали - Дата выхода: 17 ноября - Лейбл: Sire, Warner Bros. - Форматы: LP, picture disc, кассета, CD                                 | 14                         | 13                         | 13                         | 11                         | 2                          | 13                         | 1                          | 16                         | 11                         | 4                          | 271                        | 5                          | US: платиновый · GB: платиновый Список - AU: платиновый - FR: платиновый - DE: золотой - ES: платиновый                                                                                          | Мир: 5 млн.Страны - US: 1 265 000 - FR: 414 700                                   |
| 2                                                            | 1990 | The Immaculate CollectionДетали - Дата выхода: 9 ноября - Лейбл: Sire, Warner Bros. - Форматы: LP, picture disc, кассета, CD, ЦД                   | 2                          | 1                          | 6                          | 1                          | 2                          | 10                         | 2                          | 5                          | 3                          | 3                          | 5                          | 1                          | US: бриллиантовый · GB: 13 × платиновый Список - AU: 12 × платиновый - AT: платиновый - CA: 7 × платиновый - FR: бриллиантовый - DE: 3×золотой - ES: 3 × платиновый - CH: платиновый             | Мир: 30 млн. Страны - US: 10 млн.[C] - AU: 880 000 - FR: 1 114 700 - GB: 3,6 млн. |
| 3                                                            | 1995 | Something to Remember Детали - Дата выхода: 7 ноября - Лейбл: Maverick, Warner Bros. - Форматы: LP, picture disc, кассета, CD                      | 6                          | 1                          | 1                          | 4                          | 3                          | 2                          | 1                          | 6                          | 7                          | 8                          | —                          | 3                          | US: 3 × платиновый · GB: 3 × платиновый Список - AU: 4 × платиновый - AT: платиновый - CA: 2 × платиновый - EU: 3 × платиновый - FR: 2 × золотой - DE: платиновый - ES: золотой - CH: платиновый | Мир: 10 млн. Страны - US: 2 089 000 - FR: 203 000                                 |
| 4                                                            | 2001 | GHV2 Детали - Дата выхода: 13 ноября - Лейбл: Maverick, Warner Bros. - Форматы: LP, picture disc, кассета, CD, ЦД                                  | 7                          | 3                          | 1                          | 11                         | 2                          | 3                          | 7                          | 3                          | 3                          | 8                          | —                          | 2                          | US: платиновый · GB: 2 × платиновый Список - AU: платиновый - EU: 2 × платиновый - CA: платиновый - FR: платиновый - DE: платиновый - ES: 2 × платиновый - CH: платиновый                        | Мир: 7 млн. Страны - US: 1 388 000 - FR: 354 400 - GB: 805 000                    |
| 5                                                            | 2003 | Remixed & Revisited Детали - Дата выхода: 24 ноября - Лейбл: Maverick, Warner Bros. - Форматы: CD                                                  | 115                        | —                          | —                          | —                          | —                          | —                          | —                          | —                          | 80                         | —                          | —                          | —                          | | US: 115 000                                                                       |
| 6                                                            | 2009 | Celebration Детали - Дата выхода: 18 сентября - Лейбл: Warner Bros. - Форматы: Двойной LP, CD, ЦД                                                  | 7                          | 6                          | 4                          | 1                          | 1                          | 1                          | 1                          | 2                          | 3                          | 2                          | 3                          | 1                          | US: золотой · GB: 2 × платиновый Список - AU: золотой - EU: платиновый - FR: платиновый - DE: платиновый - IT: 2 × платиновый - ES: золотой - CH: золотой                                        | Мир: 4 млн.Страны - US: 274 000 - FRA: 98 300 - UK: 370 231                       |
| 7                                                            | 2022 | Finally Enough Love: 50 Number Ones Детали - Дата выхода: 19 августа - Лейбл: Warner Bros. - Форматы: CD, Тройной CD, ЦД, Двойной LP, Шестерной LP | 8                          | 1                          | 7                          | 2                          | 2                          | 2                          | 2                          | 2                          | 2                          | 39                         | 22                         | 3                          | GB: золотой |                                                                                   |
| «—» означает, что альбом не был выпущен или не попал в чарт. |      | |                            |                            |                            |                            |                            |                            |                            |                            |                            |                            |                            |                            | |                                                                                   |

## Саундтреки
| № п/п                                                       | Год  | Название | Наивысшая позиция в чартах | Наивысшая позиция в чартах | Наивысшая позиция в чартах | Наивысшая позиция в чартах | Наивысшая позиция в чартах | Наивысшая позиция в чартах | Наивысшая позиция в чартах | Наивысшая позиция в чартах | Наивысшая позиция в чартах | Наивысшая позиция в чартах | Наивысшая позиция в чартах | Наивысшая позиция в чартах | Сертификаты | Цифры продаж                                               |
| № п/п                                                       | Год  | Название | US                         | AU                         | AT                         | CA                         | FR                         | DE                         | IT                         | ES                         | CH                         | NZ                         | JP                         | GB                         | Сертификаты | Цифры продаж                                               |
| ----------------------------------------------------------- | ---- | --- | -------------------------- | -------------------------- | -------------------------- | -------------------------- | -------------------------- | -------------------------- | -------------------------- | -------------------------- | -------------------------- | -------------------------- | -------------------------- | -------------------------- | --- | ---------------------------------------------------------- |
| 1                                                           | 1987 | Who’s That Girl Детали - Дата выхода: 21 июля - Лейбл: Sire, Warner Bros. - Формат: винил, picture disc, кассета, CD                              | 7                          | 24                         | 5                          | 4                          | 2                          | 1                          | 2                          | 4                          | 4                          | 6                          | —                          | 4                          | US: платиновый · GB: платиновый Список - AU: золотой - FR: 2 × платиновый - DE: золотой - ES: платиновый                                                              | Мир: 6 млн.Страны - US: 1 млн. - FR: 668 300 - GB: 320 000 |
| 2                                                           | 1990 | I’m Breathless Детали - Дата выхода: 22 мая - Лейбл: Sire, Warner Bros. - Формат: винил, picture disc, кассета, CD                                | 2                          | 1                          | 5                          | 2                          | 3                          | 1                          | 2                          | 2                          | 3                          | 2                          | —                          | 2                          | US: 2 × платиновый · GB: платиновый Список - AU: 2 × платиновый - AT: золотой - CA: 2 × платиновый - FR: 2 × золотой - DE: золотой - ES: 2 × платиновый - CH: золотой | Мир: 7 млн. Страны - US: 3,24 млн. - FR: 411 900           |
| 3                                                           | 1996 | Evita Детали - Дата релиза: 20 июня - Дата выхода: 25 октября - Лейбл: Warner Bros. - Формат: винил, picture disc, кассета, CD, цифровая загрузка | 2                          | 5                          | 1                          | 5                          | 2                          | 2                          | 2                          | 16                         | 1                          | 6                          | —                          | 1                          | US: 5 × платиновый · GB: 2 × платиновый Список - AU: платиновый - AT: 2 × платиновый - DE: платиновый - ES: золотой - CH: платиновый                                  | Мир: 11 млн. Страны - US: 2 005 000                        |
| «—» означает, что альбом не был выпущен или не попал в чарт |      | |                            |                            |                            |                            |                            |                            |                            |                            |                            |                            |                            |                            | |                                                            |

## Концертные альбомы
| № п/п                                                        | Год  | Название | Наивысшая позиция в чартах | Наивысшая позиция в чартах | Наивысшая позиция в чартах | Наивысшая позиция в чартах | Наивысшая позиция в чартах | Наивысшая позиция в чартах | Наивысшая позиция в чартах | Наивысшая позиция в чартах | Наивысшая позиция в чартах | Наивысшая позиция в чартах | Наивысшая позиция в чартах | Наивысшая позиция в чартах | Сертификаты                  | Цифры продаж                                                |
| № п/п                                                        | Год  | Название | US                         | AU                         | AU                         | CA                         | FR                         | GE                         | IT                         | ES                         | CH                         | NZ                         | JP                         | GB                         | Сертификаты                  | Цифры продаж                                                |
| ------------------------------------------------------------ | ---- | --- | -------------------------- | -------------------------- | -------------------------- | -------------------------- | -------------------------- | -------------------------- | -------------------------- | -------------------------- | -------------------------- | -------------------------- | -------------------------- | -------------------------- | ---------------------------- | ----------------------------------------------------------- |
| 1                                                            | 2006 | I’m Going to Tell You a Secret Детали - Дата релиза: 20 июня - Лейбл: Warner Bros. - Форматы: CD/DVD · ЦД · picture disc        | 33                         | —                          | 12                         | 4                          | 8                          | 8                          | 1                          | —                          | 7                          | —                          | 12                         | 18                         | FR: золотой                  | US: 85 000 Другие - FR: 53 000 - GB: 39 000                 |
| 2                                                            | 2007 | Confessions Tour Детали - Дата релиза: 30 января - Лейбл: Warner Bros. - Форматы: CD/DVD · ЦД                                   | 15                         | —                          | —                          | 2                          | 2                          | 2                          | 1                          | 1                          | 2                          | 23                         | 10                         | 7                          | GB: серебряный               | Мир: 1,2 млн.Страны - US: 148 000 - FR: 44 000 - GB: 90 000 |
| 3                                                            | 2010 | Sticky & Sweet Tour Детали - Дата релиза: 30 марта - Лейбл: Warner Bros., Live Nation - Форматы: Blu-ray · CD/DVD · ЦД          | 10                         | —                          | —                          | 3                          | 6                          | 11                         | 2                          | 3                          | 5                          | 20                         | 10                         | 17                         | FR: золотой · IT: платиновый | US: 82 000 Другие - FR: 41 700 - GB: 21 000                 |
| 4                                                            | 2013 | MDNA World TourДетали - Дата релиза: 9 сентября - Лейбл: Live Nation · Interscope - Форматы: 2CD · DVD+2CD · Blu-ray · DVD · ЦД | 90                         | —                          | —                          | —                          | 6                          | —                          | 2                          | 4                          | —                          | —                          | —                          | 55                         |                              | US: 18 000 GB: 23 220                                       |
| 5                                                            | 2017 | Rebel Heart TourДетали - Дата релиза: 15 сентября - Лейбл: Eagle - Форматы: 2CD · DVD+CD · Blu-ray+CD · ЦД                      | —                          | 20                         | —                          | —                          | 20                         | 8                          | 4                          | 4                          | 30                         | —                          | 112                        | 42                         |                              | US: 3 840 FR: 3 000                                         |
| 6                                                            | 2021 | Madame X: Music from the Theater XperienceДетали - Дата релиза: 8 октября - Лейбл: Warner Records - Форматы: ЦД                 | —                          | —                          | —                          | —                          | —                          | —                          | —                          | 82                         | —                          | —                          | —                          | —                          |                              |                                                             |
| «—» означает, что альбом не был выпущен или не попал в чарт. |      | |                            |                            |                            |                            |                            |                            |                            |                            |                            |                            |                            |                            |                              |                                                             |

## Синглы
Мадонна выпустила в качестве основного исполнителя 83 сингла. Её первым попаданием в американский чарт Billboard Hot 100 стал сингл «Holiday» (1983) из дебютного альбома, достигший 16 места. В следующем году вышел «Like a Virgin», ставший № 1 в Австралии, Канаде и США (в Штатах он провёл на вершине шесть недель). Альбом Like a Virgin породил ещё три хита ТОП-5 : «Material Girl», «Angel» и «Dress You Up», причём «Angel» стал № 1 в Австралии. В 1985 Мадонна выпустила второй сингл № 1 в США «Crazy for You», а также первый сингл № 1 в Великобритании «Into the Groove» — оба были саундтреками фильмов. «Into the Groove» также возглавил чарты в Италии и Испании. В следующем году её третий студийный альбом True Blue породил три сингла № 1 в США: «Live to Tell», «Papa Don’t Preach» и «Open Your Heart». Ещё два сингла из этого альбома, «True Blue» и «La Isla Bonita», стали хитами ТОП-5. В 1987 году очередным американским синглом № 1 стал «Who’s That Girl». Заглавный трек из четвёртого студийного альбома Like a Prayer (1989) стал седьмым чарт-топпером Hot 100, сделав её исполнительницей с самым большим количеством хитов номер-один в 1980-е годы (разделила рекорд с Уитни Хьюстон).
В 1990 году Мадонна выпустила сингл «Vogue» из альбома-саундтрека I’m Breathless, который возглавил чарты всех основных музыкальных рынков. За «Vogue» последовали «Justify My Love» и «This Used to Be My Playground» к саундтреку, также возглавившие чарт. Её пятый студийный альбом Erotica вышел в 1992, но ни один из его синглов не возглавил чарт. Лишь заглавный трек и «Deeper and Deeper» достигли «первой десятки». В 1994 Мадонна вернулась в «первой десятке» чарта Hot 100 с песней-саундтреком «I’ll Remember», достигшей второго места. Последующий альбом Bedtime Stories (1994) включал хит ТОП-5 «Secret», а также сингл «Take a Bow», остававшийся на вершите Hot 100 рекордные для Мадонны семь недель подряд. «Frozen» из альбома 1998 года Ray of Light стал её восьмым синглом № 1 в Великобритании. Он также стал её первым чарт-топпером в стране с 1990, ознаменовавшим возвращение коммерческого успеха.
В 2000 году Мадонна в 12-й раз возглавила чарт Hot 100h с синглом «Music» из одноимённого альбома. После коммерческого провала её девятого студийного альбома American Life в 2003 году Мадонна выпустила «Hung Up», сингл из десятого студийного альбома Confessions on a Dance Floor (2005). Песня стала её самым большим хитом за карьеру и возглавила чарты рекордном количестве стран — 41, заслужив упоминание в 2007 году в Книге рекордов Гиннесса . После того как «Hung Up» стал платиновым, Мадонна обошла The Beatles по количеству золотых синглов в США. Второй сингл из альбома «Sorry» стал 12-м чарт-топпером в Великобритании. «4 Minutes», первый сингл из одиннадцатого студийного альбома Hard Candy, стал 37-м хитом «первой десятки» Billboard Hot 100, что превосходило достижение Элвиса Пресли. Она улучшила это достижение синглом «Give Me All Your Luvin'» из двенадцатого студийного альбома 2012 года MDNA, также возглавив чарт Канады. С синглом «Ghosttown» из альбома 2015 года Rebel Heart, который возглавил чарт Billboard Dance Club Songs, она стала артистом с наибольшим количеством хитов № 1 в существующем чарте Billboard.

### Синглы 1980-х
Крайняя дата обновлённых сертификаций в США или Соединённом Королевстве: 25 октября 2024 года.
| № п/п                                                | Год  | Название              | Наивысшая позиция в чарте | Наивысшая позиция в чарте | Наивысшая позиция в чарте | Наивысшая позиция в чарте | Наивысшая позиция в чарте | Наивысшая позиция в чарте | Наивысшая позиция в чарте | Наивысшая позиция в чарте | Наивысшая позиция в чарте | Наивысшая позиция в чарте | Наивысшая позиция в чарте | Сертификаты | Альбом              |
| № п/п                                                | Год  | Название              | US                        | US Dance                  | AU                        | AT                        | CA                        | FR                        | DE                        | IT                        | CH                        | NZ                        | GB                        | Сертификаты | Альбом              |
| ---------------------------------------------------- | ---- | --------------------- | ------------------------- | ------------------------- | ------------------------- | ------------------------- | ------------------------- | ------------------------- | ------------------------- | ------------------------- | ------------------------- | ------------------------- | ------------------------- | --- | ------------------- |
| 1                                                    | 1982 | «Everybody»[A]        | 107                       | 3                         | —                         | —                         | —                         | —                         | —                         | —                         | —                         | —                         | —                         | | Madonna             |
| 2                                                    | 1983 | «Burning Up»[B]       | —                         | 3                         | 13                        | —                         | —                         | —                         | —                         | —                         | —                         | —                         | —                         | | Madonna             |
| 3                                                    | 1983 | «Holiday»[C]          | 16                        | 1                         | 4                         | —                         | 32                        | 37                        | 9                         | 22                        | 18                        | 7                         | 2                         | GB: золотой | Madonna             |
| 4                                                    | 1984 | «Lucky Star»[D]       | 4                         | 1                         | 36                        | —                         | 8                         | —                         | —                         | —                         | —                         | —                         | 14                        | | Madonna             |
| 5                                                    | 1984 | «Borderline»[E]       | 10                        | 4                         | 12                        | —                         | 25                        | —                         | 36                        | —                         | 23                        | 47                        | 2                         | Список - US: золотой - GB: золотой                                                                                           | Madonna             |
| 6                                                    | 1984 | «Like a Virgin»       | 1                         | 1                         | 1                         | 8                         | 1                         | 8                         | 4                         | 16                        | 9                         | 2                         | 3                         | Список - US: золотой - GB: золотой                                                                                           | Like a Virgin       |
| 7                                                    | 1984 | «Material Girl»       | 2                         | 1                         | 4                         | 8                         | 4                         | 47                        | 13                        | 18                        | 15                        | 5                         | 3                         | GB: платиновый | Like a Virgin       |
| 8                                                    | 1985 | «Crazy for You»[F]    | 1                         | —                         | 1                         | 23                        | 1                         | 47                        | 26                        | 12                        | 16                        | 2                         | 2                         | Список - US: золотой - GB: золотой                                                                                           | «Зрительный поиск»  |
| 9                                                    | 1985 | «Angel»               | 5                         | 1                         | 1                         | —                         | 5                         | —                         | 31                        | —                         | 17                        | 2                         | 5                         | Список - GB: серебряный - US: золотой                                                                                        | Like a Virgin       |
| 10                                                   | 1985 | «Into the Groove»[G]  | —                         | 1                         | 1                         | 6                         | —                         | 2                         | 3                         | 1                         | 2                         | 1                         | 1                         | Список - US: золотой - FR: золотой - GB: золотой                                                                             | Like a Virgin       |
| 11                                                   | 1985 | «Dress You Up»        | 5                         | 3                         | 5                         | —                         | 10                        | 18                        | 20                        | 16                        | 20                        | 7                         | 5                         | GB: серебряный | Like a Virgin       |
| 12                                                   | 1985 | «Gambler»             | —                         | —                         | 10                        | —                         | —                         | 33                        | 25                        | 3                         | 23                        | 45                        | 4                         | GB: серебряный | «Зрительный поиск»  |
| 13                                                   | 1986 | «Live to Tell»        | 1                         | —                         | 7                         | —                         | 1                         | 6                         | 12                        | 1                         | 4                         | 6                         | 2                         | Список - FR: серебряный - GB: серебряный                                                                                     | True Blue           |
| 14                                                   | 1986 | «Papa Don’t Preach»   | 1                         | 4                         | 1                         | 4                         | 1                         | 3                         | 2                         | 1                         | 2                         | 3                         | 1                         | Список - US: платиновый - FR: серебряный - GB: золотой                                                                       | True Blue           |
| 15                                                   | 1986 | «True Blue»           | 3                         | 6                         | 5                         | 9                         | 1                         | 6                         | 6                         | 4                         | 6                         | 3                         | 1                         | Список - US: золотой - AU: платиновый - FR: серебряный - GB: серебряный                                                      | True Blue           |
| 16                                                   | 1986 | «Open Your Heart»     | 1                         | 1                         | 16                        | 18                        | 8                         | 24                        | 17                        | 6                         | 11                        | 12                        | 4                         | GB: серебряный | True Blue           |
| 17                                                   | 1987 | «La Isla Bonita»      | 4                         | 10                        | 6                         | 1                         | 1                         | 1                         | 1                         | 18                        | 1                         | 5                         | 1                         | Список - AU: золотой - FR: золотой - DE: золотой - GB: золотой                                                               | True Blue           |
| 18                                                   | 1987 | «Who’s That Girl»     | 1                         | 44                        | 7                         | 4                         | 1                         | 2                         | 2                         | 1                         | 2                         | 2                         | 1                         | Список - FR: золотой - GB: серебряный                                                                                        | «Кто эта девчонка?» |
| 19                                                   | 1987 | «Causing a Commotion» | 2                         | 1                         | 7                         | 14                        | 2                         | —                         | 14                        | 4                         | 9                         | 6                         | 4                         | | «Кто эта девчонка?» |
| 20                                                   | 1987 | «The Look of Love»    | —                         | —                         | —                         | —                         | —                         | 23                        | 34                        | —                         | 20                        | —                         | 9                         | | «Кто эта девчонка?» |
| 21                                                   | 1988 | «Spotlight»[H]        | —                         | 1                         | —                         | —                         | —                         | —                         | —                         | —                         | —                         | —                         | —                         | | You Can Dance       |
| 22                                                   | 1989 | «Like a Prayer»       | 1                         | 1                         | 1                         | 2                         | 1                         | 2                         | 2                         | 1                         | 1                         | 1                         | 1                         | Список - US: 2 × платиновый - AU: платиновый - FR: серебряный - DE: золотой - IT: золотой - CH: золотой - GB: 2 × платиновый | Like a Prayer       |
| 23                                                   | 1989 | «Express Yourself»    | 2                         | 1                         | 5                         | 5                         | 1                         | —                         | 3                         | 1                         | 1                         | 2                         | 5                         | Список - US: золотой - AUS: золотой - GB: серебряный                                                                         | Like a Prayer       |
| 24                                                   | 1989 | «Cherish»             | 2                         | —                         | 4                         | 16                        | 1                         | 21                        | 16                        | 3                         | 10                        | 5                         | 3                         | Список - AU: золотой - GB: серебряный                                                                                        | Like a Prayer       |
| 25                                                   | 1989 | «Oh Father»[I]        | 20                        | —                         | 59                        | —                         | 14                        | 26                        | —                         | 6                         | —                         | —                         | 16                        | | Like a Prayer       |
| 26                                                   | 1989 | «Dear Jessie»         | —                         | —                         | 51                        | 21                        | 20                        | —                         | 19                        | —                         | 16                        | —                         | 5                         | GB: серебряный | Like a Prayer       |
|                                                      |      |                       | Флаг США                  | Флаг США                  | Флаг Австралии            | Флаг Австрии              | Флаг Канады               | Флаг Франции              | Флаг Германии             | Флаг Италии               | Флаг Швейцарии            | Флаг Новой Зеландии       | Флаг Великобритании       | |                     |
| «—» сингл не был издан в стране или не попал в чарт. |      |                       |                           |                           |                           |                           |                           |                           |                           |                           |                           |                           |                           | |                     |

Заметки
- A ↑  «Everybody» не вошёл в Billboard Hot 100, но достиг в Bubbling Under Hot 100 Singles седьмого места[225][226].
- B ↑  «Burning Up» попал в чарт Hot Dance Club Play в качестве двойного A-сайда «Physical Attraction»[227].
- C ↑  «Holiday» выпускался в Великобритании целых три раза — 14 января 1984 релиз добрался до 6 места, когда был переиздан 30 июля 1985, то достиг 2-й строчки, а финальный выпуск состоялся 4 июня 1991, будучи снабжён дополнительными EP и The Holiday Collection[англ.]. Он достиг 5-го места[17].
- D ↑  «Lucky Star» был впервые издан в Великобритании в сентябре 1983 года, не попав в UK Singles Chart, а достигнув 171 места. Он был переиздан в марте 1984 и достиг 14 места. Он попал в чарт Hot Dance Club Songs как двойной A-side вместе с «Holiday»[228].
- E ↑  «Borderline» в первый релиз достиг 46-го места в UK, но в затем финишировал 2-м в январе 1986 года[17].
- F ↑  «Crazy for You» был переиздан в Великобритании как «Crazy For You (Remix)» 24 февраля 1991 года. Это был второй сингл с The Immaculate Collection. Оба релиза достигли 2-й строчки[17].
- G ↑  «Into the Groove» не был коммерчески выпущен в Северной Америке и не вошёл в американскую версию Like a Virgin. Он доступен только как би-сайд «Angel», поэтому не мог войти в чарты Hot 100 или Hot 100 Singles Sales. Он был в чарте как A-side вместе с «Angel» в Австралии и чарте Hot Dance Club Play[229].
- H ↑  Издание на виниле макси-DJ-сет сборника You Can Dance попал в чарт Billboard Hot Dance Club Play как «You Can Dance (LP Cuts)», достигнув вершины[202].
- I ↑  «Oh Father» был выпущен в Великобритании 27 декабря 1995 в качестве второго сингла из альбома Something to Remember[17].

### Синглы 1990-х
Крайняя дата обновлённых сертификаций в США или СК: 29 июля 2024 года.
| № п/п                                                | Год  | Название                              | Наивысшая позиция в чарте | Наивысшая позиция в чарте | Наивысшая позиция в чарте | Наивысшая позиция в чарте | Наивысшая позиция в чарте | Наивысшая позиция в чарте | Наивысшая позиция в чарте | Наивысшая позиция в чарте | Наивысшая позиция в чарте | Наивысшая позиция в чарте | Наивысшая позиция в чарте | Сертификаты | Альбом                    |
| № п/п                                                | Год  | Название                              | US                        | US Dance                  | AU                        | AT                        | CA                        | FR                        | DE                        | IT                        | CH                        | NZ                        | GB                        | Сертификаты | Альбом                    |
| ---------------------------------------------------- | ---- | ------------------------------------- | ------------------------- | ------------------------- | ------------------------- | ------------------------- | ------------------------- | ------------------------- | ------------------------- | ------------------------- | ------------------------- | ------------------------- | ------------------------- | --- | ------------------------- |
| 27                                                   | 1990 | «Keep It Together»[J]                 | 8                         | 1                         | 1                         | —                         | 8                         | —                         | —                         | 16                        | —                         | —                         | —                         | US: золотой | Like a Prayer             |
| 28                                                   | 1990 | «Vogue»                               | 1                         | 1                         | 1                         | 7                         | 1                         | 9                         | 4                         | 1                         | 2                         | 1                         | 1                         | Список - US: 3 × платиновый - AU: 2 × платиновый - CA: платиновый - FR: серебряный - GB: золотой                  | I’m Breathless            |
| 29                                                   | 1990 | «Hanky Panky»                         | 10                        | —                         | 6                         | 20                        | 18                        | —                         | 21                        | 4                         | 15                        | 6                         | 2                         | Список - US: золотой - AU: золотой - GB: серебряный                                                               | I’m Breathless            |
| 30                                                   | 1990 | «Justify My Love»                     | 1                         | 1                         | 4                         | 9                         | 1                         | 17                        | 10                        | 2                         | 3                         | 5                         | 2                         | Список - US: платиновый - AU: золотой - CA: золотой - GB: серебряный                                              | The Immaculate Collection |
| 31                                                   | 1991 | «Rescue Me»                           | 9                         | 6                         | 15                        | —                         | 7                         | 21                        | 21                        | 12                        | 11                        | 18                        | 3                         | US: золотой | The Immaculate Collection |
| 32                                                   | 1992 | «This Used to Be My Playground»       | 1                         | 1                         | 9                         | 11                        | 1                         | 7                         | 6                         | 1                         | 6                         | 14                        | 3                         | Список - US: золотой - AU: золотой - GB: серебряный                                                               | внеальбомный сингл        |
| 33                                                   | 1992 | «Erotica»                             | 3                         | 1                         | 4                         | 15                        | 13                        | 23                        | 13                        | 1                         | 8                         | 3                         | 3                         | Список - US: золотой - AU: золотой                                                                                | Erotica                   |
| 34                                                   | 1992 | «Deeper and Deeper»                   | 7                         | 1                         | 11                        | 30                        | 2                         | 17                        | 26                        | 1                         | 23                        | 9                         | 6                         | AU: золотой | Erotica                   |
| 35                                                   | 1993 | «Bad Girl»                            | 36                        | —                         | 32                        | —                         | 20                        | 44                        | 47                        | 3                         | 25                        | 35                        | 10                        | | Erotica                   |
| 36                                                   | 1993 | «Fever»                               | —                         | 1                         | 51                        | —                         | —                         | 31                        | —                         | 12                        | —                         | 17                        | 6                         | | Erotica                   |
| 37                                                   | 1993 | «Rain»                                | 14                        | 2                         | 5                         | 24                        | 2                         | —                         | 26                        | 1                         | 11                        | 20                        | 7                         | AU: золотой | Erotica                   |
| 38                                                   | 1993 | «Bye Bye Baby»                        | —                         | —                         | 15                        | —                         | —                         | —                         | —                         | 7                         | 28                        | 43                        | —                         | | Erotica                   |
| 39                                                   | 1994 | «I'll Remember»                       | 2                         | —                         | 7                         | —                         | 1                         | 40                        | 49                        | 1                         | 17                        | 37                        | 7                         | US: золотой | «С почестями»             |
| 40                                                   | 1994 | «Secret»                              | 3                         | 1                         | 5                         | 11                        | 1                         | 2                         | 29                        | 3                         | 1                         | 5                         | 5                         | Список - US: золотой - AU: золотой - FR: серебряный                                                               | Bedtime Stories           |
| 41                                                   | 1994 | «Take a Bow»                          | 1                         | —                         | 15                        | 22                        | 1                         | 25                        | 18                        | 2                         | 8                         | 9                         | 16                        | US: золотой | Bedtime Stories           |
| 42                                                   | 1995 | «Bedtime Story»                       | 42                        | 1                         | 5                         | —                         | 46                        | —                         | —                         | 8                         | —                         | 38                        | 4                         | | Bedtime Stories           |
| 43                                                   | 1995 | «Human Nature»                        | 46                        | 1                         | 17                        | —                         | 9                         | —                         | 50                        | 10                        | 17                        | 37                        | 5                         | | Bedtime Stories           |
| 44                                                   | 1995 | «You'll See»                          | 6                         | —                         | 9                         | 5                         | 2                         | 24                        | 15                        | 5                         | 8                         | 17                        | 5                         | Список - GB: серебряный - US: золотой                                                                             | Something to Remember     |
| 45                                                   | 1996 | «One More Chance»                     | —                         | —                         | 35                        | —                         | —                         | —                         | —                         | 2                         | —                         | —                         | 11                        | | Something to Remember     |
| 46                                                   | 1996 | «Love Don't Live Here Anymore»[K]     | 78                        | 16                        | 27                        | —                         | 24                        | 48                        | —                         | —                         | —                         | —                         | —                         | | Something to Remember     |
| 47                                                   | 1996 | «You Must Love Me»                    | 18                        | —                         | 11                        | —                         | 11                        | 41                        | 78                        | 4                         | 43                        | —                         | 10                        | US: золотой | «Эвита»                   |
| 48                                                   | 1996 | «Don't Cry for Me Argentina»          | 8                         | 1                         | 9                         | 3                         | 14                        | 1                         | 3                         | 2                         | 4                         | 6                         | 3                         | Список - AU: золотой - FR: золотой - DE: золотой - CH: золотой - GB: золотой                                      | «Эвита»                   |
| 49                                                   | 1997 | «Another Suitcase in Another Hall»    | —                         | —                         | —                         | —                         | —                         | —                         | —                         | 4                         | —                         | —                         | 7                         | | «Эвита»                   |
| 50                                                   | 1998 | «Frozen»                              | 2                         | 1                         | 5                         | 2                         | 2                         | 2                         | 2                         | 1                         | 2                         | 5                         | 1                         | Список - US: золотой - AU: золотой - AT: платиновый - FR: золотой - DE: платиновый - CH: золотой - GB: платиновый | Ray of Light              |
| 51                                                   | 1998 | «Ray of Light»                        | 5                         | 1                         | 6                         | 31                        | 3                         | 18                        | 28                        | 2                         | 32                        | 9                         | 2                         | Список - US: золотой - AU: золотой - GB: золотой                                                                  | Ray of Light              |
| 52                                                   | 1998 | «Drowned World (Substitute for Love)» | —                         | —                         | 16                        | 34                        | 18                        | 42                        | 39                        | 5                         | 31                        | 21                        | 10                        | | Ray of Light              |
| 53                                                   | 1998 | «The Power of Good-Bye»               | 11                        | —                         | 33                        | 4                         | 6                         | 21                        | 4                         | 8                         | 8                         | 25                        | 6                         | Список - AT: золотой - DE: золотой - GB: серебряный                                                               | Ray of Light              |
| 54                                                   | 1999 | «Nothing Really Matters»              | 93                        | 1                         | 15                        | 29                        | 6                         | 48                        | 38                        | 7                         | 26                        | 7                         | 7                         | GB: серебряный | Ray of Light              |
| 55                                                   | 1999 | «Beautiful Stranger»[L]               | 19                        | 1                         | 5                         | 14                        | 1                         | 17                        | 13                        | 1                         | 6                         | 5                         | 2                         | Список - AU: золотой - FR: серебряный - GB: платиновый                                                            | «Остин Пауэрс 2»          |
|                                                      |      |                                       | Флаг США                  | Флаг США                  | Флаг Австралии            | Флаг Австрии              | Флаг Канады               | Флаг Франции              | Флаг Германии             | Флаг Италии               | Флаг Швейцарии            | Флаг Новой Зеландии       | Флаг Великобритании       | |                           |
| «—» сингл не был издан в стране или не попал в чарт. |      |                                       |                           |                           |                           |                           |                           |                           |                           |                           |                           |                           |                           | |                           |

Заметки
- J ↑  «Keep It Together» был выпущен как двойной A-side в Австралии вместе с «Vogue». Последний предполагался би-сайдом сингла, но Warner Bros. решил сделать его синглом, прочувствовав потенциал песни[251].
- K ↑  «Love Don’t Live Here Anymore» был сначала выпущен 10 марта 1986 исключительно в Японии. Версия 1995 года был замиксована Дэвидом Рейцасом. David Reitzas[252].
- L ↑ ↑  «Beautiful Stranger» и «American Pie» не было коммерчески изданы в США[253].

### Синглы 2000-х
Крайняя дата обновлённых сертификаций в США или Соединённом Королевстве: 29 ноября 2024 года.

Примечание: Только в этой декаде присутствует главный японский чарт синглов Oricon.
| № п/п                                                | Год  | Название                                                   | Наивысшая позиция в чарте | Наивысшая позиция в чарте | Наивысшая позиция в чарте | Наивысшая позиция в чарте | Наивысшая позиция в чарте | Наивысшая позиция в чарте | Наивысшая позиция в чарте | Наивысшая позиция в чарте | Наивысшая позиция в чарте | Наивысшая позиция в чарте | Наивысшая позиция в чарте | Наивысшая позиция в чарте | Сертификаты | Альбом                       |
| № п/п                                                | Год  | Название                                                   | US                        | US Dance                  | AU                        | AT                        | CA                        | FR                        | DE                        | IT                        | CH                        | NZ                        | JP                        | GB                        | Сертификаты | Альбом                       |
| ---------------------------------------------------- | ---- | ---------------------------------------------------------- | ------------------------- | ------------------------- | ------------------------- | ------------------------- | ------------------------- | ------------------------- | ------------------------- | ------------------------- | ------------------------- | ------------------------- | ------------------------- | ------------------------- | --- | ---------------------------- |
| 56                                                   | 2000 | «American Pie»[L]                                          | 29                        | 1                         | 1                         | 3                         | 1                         | 8                         | 1                         | 1                         | 1                         | 4                         | —                         | 1                         | Список - AU: золотой - AT: золотой - FR: серебряный - CH: платиновый - GB: золотой                                                  | «Лучший друг»                |
| 57                                                   | 2000 | «Music»                                                    | 1                         | 1                         | 1                         | 5                         | 1                         | 8                         | 2                         | 1                         | 1                         | 1                         | —                         | 1                         | Список - US: платиновый - AU: 2 × платиновый - DE: золотой - CH: золотой - GB: золотой                                              | Music                        |
| 58                                                   | 2000 | «Don’t Tell Me»                                            | 4                         | 1                         | 7                         | 12                        | 1                         | 16                        | 22                        | 1                         | 10                        | 1                         | —                         | 4                         | Список - US: золотой - AU: платиновый - FR: серебряный - GB: серебряный                                                             | Music                        |
| 59                                                   | 2001 | «What It Feels Like for a Girl»                            | 23                        | 1                         | 6                         | 26                        | 2                         | 40                        | 16                        | 3                         | 11                        | 15                        | —                         | 7                         | AU: золотой | Music                        |
| 60                                                   | 2002 | «Die Another Day»                                          | 8                         | 1                         | 11                        | 2                         | 1                         | 15                        | 4                         | 1                         | 1                         | 22                        | —                         | 3                         | Список - AU: золотой - CA: 2 × платиновый - FR: золотой - GB: серебряный                                                            | «Умри, но не сейчас»         |
| 61                                                   | 2003 | «American Life»                                            | 37                        | 1                         | 7                         | 7                         | 1                         | 10                        | 10                        | 1                         | 1                         | 33                        | —                         | 2                         | Список - AU: золотой - FR: серебряный                                                                                               | American Life                |
| 62                                                   | 2003 | «Hollywood»[M]                                             | —                         | 1                         | 16                        | 34                        | 5                         | 22                        | 21                        | 2                         | 2                         | —                         | —                         | 2                         | | American Life                |
| 63                                                   | 2003 | «Me Against the Music» (Бритни Спирс при участии Мадонны)  | 35                        | 1                         | 1                         | 12                        | 2                         | 11                        | 5                         | 2                         | 4                         | 13                        | —                         | 2                         | Список - US: золотой - AU: платиновый - GB: серебряный                                                                              | In the Zone                  |
| 64                                                   | 2003 | «Nothing Fails»[N]                                         | —                         | 1                         | —                         | 51                        | 7                         | 34                        | 36                        | 7                         | 41                        | —                         | —                         | —                         | | American Life                |
| 65                                                   | 2003 | «Love Profusion»[O]                                        | —                         | 1                         | 25                        | —                         | 1                         | 25                        | —                         | 1                         | 31                        | —                         | —                         | 11                        | | American Life                |
| 66                                                   | 2005 | «Hung Up»                                                  | 7                         | 1                         | 1                         | 1                         | 1                         | 1                         | 1                         | 1                         | 1                         | 2                         | 59                        | 1                         | Список - US: платиновый - AU: платиновый - CA: 2 × платиновый - FR: золотой - DE: 3 × золотой - CH: платиновый - GB: 2 × платиновый | Confessions on a Dance Floor |
| 67                                                   | 2006 | «Sorry»                                                    | 58                        | 1                         | 4                         | 8                         | 2                         | 5                         | 5                         | 1                         | 4                         | 12                        | 192                       | 1                         | Список - AU: золотой - CA: золотой - GB: серебряный                                                                                 | Confessions on a Dance Floor |
| 68                                                   | 2006 | «Get Together»[P]                                          | —                         | 1                         | 8                         | 20                        | 4                         | 23                        | 25                        | 1                         | 16                        | —                         | —                         | 4                         | AU: золотой | Confessions on a Dance Floor |
| 69                                                   | 2006 | «Jump»[P]                                                  | —                         | 1                         | 29                        | 20                        | 7                         | —                         | 23                        | 1                         | 21                        | —                         | —                         | 10                        | | Confessions on a Dance Floor |
| 70                                                   | 2007 | «Hey You»                                                  | —                         | —                         | —                         | 57                        | —                         | —                         | 36                        | —                         | 55                        | —                         | —                         | 187                       | | внеальбомный сингл           |
| 71                                                   | 2008 | «4 Minutes» (при участии Джастина Тимберлейка и Timbaland) | 3                         | 1                         | 1                         | 2                         | 1                         | 2                         | 1                         | 1                         | 1                         | 3                         | —                         | 1                         | Список - US: 2 × платиновый - AU: платиновый - DE: 3 × золотой - CH: платиновый - GB: платиновый                                    | Hard Candy                   |
| 72                                                   | 2008 | «Give It 2 Me»                                             | 57                        | 1                         | 23                        | 10                        | 8                         | 5                         | 8                         | 3                         | 4                         | —                         | —                         | 7                         | GB: серебряный | Hard Candy                   |
| 73                                                   | 2008 | «Miles Away»                                               | —                         | 2                         | —                         | 21                        | 23                        | 54                        | 11                        | 26                        | 32                        | —                         | —                         | 39                        | | Hard Candy                   |
| 74                                                   | 2009 | «Celebration»                                              | 71                        | 1                         | 40                        | 8                         | 5                         | 1                         | 5                         | 1                         | 4                         | —                         | —                         | 3                         | Список - IT: платиновый - FI: золотой                                                                                               | Celebration                  |
| 75                                                   | 2009 | «Revolver» (при участии Lil Wayne)                         | —                         | 4                         | —                         | —                         | 47                        | 25                        | —                         | 16                        | —                         | —                         | —                         | 130                       | IT: золотой | Celebration                  |
|                                                      |      |                                                            | Флаг США                  | Флаг США                  | Флаг Австралии            | Флаг Австрии              | Флаг Канады               | Флаг Франции              | Флаг Германии             | Флаг Италии               | Флаг Швейцарии            | Флаг Новой Зеландии       | Флаг Японии               | Флаг Великобритании       | |                              |
| «—» сингл не был издан в стране или не попал в чарт. |      |                                                            |                           |                           |                           |                           |                           |                           |                           |                           |                           |                           |                           |                           | |                              |

Заметки
- M ↑  «Hollywood» не вошёл в Billboard Hot 100 или Bubbling Under Hot 100 Singles Chart[272].
- N ↑  «Nothing Fails» не попал в чарты Billboard Hot 100 или Bubbling Under Hot 100 Singles[102]. Он считается EP в Австралии и мог бы войти только в ARIA Albums Chart. Он попал на шестое место ARIA Dance Albums в декабре 2003[273].
- O ↑  «Love Profusion» не вошёл в чарты Billboard Hot 100 или Bubbling Under Hot 100 Singles[102]. Сначала он был издан в Австралии, Италии и Великобритании 21 ноября 2003 года. Потом был переиздан в Северной Америке и Франции North America 16 марта 2004 года[273].
- P ↑  «Get Together» и «Jump» не вошли в Billboard Hot 100, но поучаствовали в чарте Bubbling Under Hot 100 Singles на шестом и пятом местах соответственно. «Get Together» также достиг 84 места в уже отменённом сейчас чарте Pop 100[274].

### Синглы 2010-х
Крайняя дата обновлённых сертификаций в США или Соединённом Королевстве: 29 июня 2012 года.
| № п/п                                                | Год  | Название                                                    | Наивысшая позиция в чарте | Наивысшая позиция в чарте | Наивысшая позиция в чарте | Наивысшая позиция в чарте | Наивысшая позиция в чарте | Наивысшая позиция в чарте | Наивысшая позиция в чарте | Наивысшая позиция в чарте | Наивысшая позиция в чарте | Наивысшая позиция в чарте | Наивысшая позиция в чарте | Наивысшая позиция в чарте | Сертификаты                       | Альбом      |
| № п/п                                                | Год  | Название                                                    | US                        | US Dance                  | AU                        | AT                        | CA                        | FR                        | DE                        | IT                        | CH                        | NZ                        | GB                        | Spotify Global            | Сертификаты                       | Альбом      |
| ---------------------------------------------------- | ---- | ----------------------------------------------------------- | ------------------------- | ------------------------- | ------------------------- | ------------------------- | ------------------------- | ------------------------- | ------------------------- | ------------------------- | ------------------------- | ------------------------- | ------------------------- | ------------------------- | --------------------------------- | ----------- |
| 76                                                   | 2012 | «Give Me All Your Luvin'» (при участии Ники Минаж и M.I.A.) | 10                        | 1                         | 25                        | 11                        | 1                         | 3                         | 8                         | 2                         | 6                         | 29                        | 37                        | —                         | US: золотой Список IT: платиновый | MDNA        |
| 77                                                   | 2012 | «Girl Gone Wild»[Q]                                         | —                         | 1                         | —                         | 62                        | 42                        | 13                        | —                         | 4                         | 29                        | —                         | 73                        | —                         | IT: платиновый                    | MDNA        |
| 78                                                   | 2012 | «Masterpiece»                                               | —                         | —                         | —                         | —                         | —                         | —                         | —                         | —                         | —                         | —                         | 68                        | —                         |                                   | MDNA        |
| 79                                                   | 2012 | «Turn Up the Radio»                                         | —                         | 1                         | —                         | —                         | —                         | —                         | —                         | —                         | —                         | —                         | 175                       | —                         |                                   | MDNA        |
| 80                                                   | 2014 | «Living for Love»[R]                                        | —                         | 1                         | —                         | —                         | 92                        | 50                        | 97                        | —                         | 49                        | —                         | 26                        | —                         | IT: золотой                       | Rebel Heart |
| 81                                                   | 2015 | «Ghosttown»                                                 | —                         | 1                         | —                         | —                         | —                         | 34                        | 34                        | 20                        | 39                        | —                         | 117                       | —                         | IT: платиновый                    | Rebel Heart |
| 82                                                   | 2015 | «Bitch I'm Madonna» (при участии Ники Минаж)                | 84                        | 1                         | —                         | —                         | 58                        | 90                        | —                         | —                         | —                         | —                         | —                         | —                         | PL: золотой                       | Rebel Heart |
| 83                                                   | 2015 | «Hold Tight»[S]                                             | —                         | —                         | —                         | —                         | 92                        | —                         | —                         | 37                        | —                         | —                         | —                         | —                         |                                   | Rebel Heart |
| 84                                                   | 2019 | «Medellín» (совместно с Maluma)                             | —                         | 1                         | —                         | —                         | —                         | —                         | 38                        | 67                        | 69                        | —                         | 87                        | 107                       | IT: золотой                       | Madame X    |
| 85                                                   | 2019 | «Crave» (при участии Swae Lee)                              | —                         | 1                         | —                         | —                         | —                         | —                         | —                         | —                         | —                         | —                         | —                         | —                         |                                   | Madame X    |
| 86                                                   | 2019 | «I Rise»                                                    | —                         | 1                         | —                         | —                         | —                         | —                         | —                         | —                         | —                         | —                         | —                         | —                         |                                   | Madame X    |
|                                                      |      |                                                             | Флаг США                  | Флаг США                  | Флаг Австралии            | Флаг Австрии              | Флаг Канады               | Флаг Франции              | Флаг Германии             | Флаг Италии               | Флаг Швейцарии            | Флаг Новой Зеландии       | Флаг Великобритании       | Весь мир                  |                                   |             |
| «—» сингл не был издан в стране или не попал в чарт. |      |                                                             |                           |                           |                           |                           |                           |                           |                           |                           |                           |                           |                           |                           |                                   |             |

Заметки
- Q ↑  «Girl Gone Wild» не вошёл в чарт Billboard Hot 100, но попал в Bubbling Under Hot 100 Singles на 6 место[279].
- R↑  «Living for Love» не попал в чарт Billboard Hot 100, но вошёл в чарт Bubbling Under Hot 100 Singles на 8 строчку[280].
- S↑  «Hold Tight» был выпущен эксклюзивно для итальянских радиостанций[281].

### Синглы 2020-х
Крайняя дата обновлённых сертификаций в США или Соединённом Королевстве: 20 июня 2024 года.
| № п/п                                                | Год  | Название                                                                                | Наивысшая позиция в чарте | Наивысшая позиция в чарте | Наивысшая позиция в чарте | Наивысшая позиция в чарте | Наивысшая позиция в чарте | Наивысшая позиция в чарте | Наивысшая позиция в чарте | Наивысшая позиция в чарте | Наивысшая позиция в чарте | Наивысшая позиция в чарте | Наивысшая позиция в чарте | Наивысшая позиция в чарте | Сертификаты                                                                               | Альбом                                 |
| № п/п                                                | Год  | Название                                                                                | US                        | US Dance                  | AU                        | AT                        | CA                        | FR                        | DE                        | IT                        | CH                        | NZ                        | GB                        | Spotify Global            | Сертификаты                                                                               | Альбом                                 |
| ---------------------------------------------------- | ---- | --------------------------------------------------------------------------------------- | ------------------------- | ------------------------- | ------------------------- | ------------------------- | ------------------------- | ------------------------- | ------------------------- | ------------------------- | ------------------------- | ------------------------- | ------------------------- | ------------------------- | ----------------------------------------------------------------------------------------- | -------------------------------------- |
| 87                                                   | 2020 | «I Don’t Search I Find»                                                                 | —                         | 1                         | —                         | —                         | —                         | —[T]                      | —                         | —                         | —                         | —                         | —[U]                      | —                         |                                                                                           | Madame X                               |
| 88                                                   | 2020 | «Levitating» (The Blessed Madonna Remix) (Дуа Липа при участии Мадонны и Мисси Эллиотт) | —[W]                      | — [X]                     | —                         | —                         | 35                        | —                         | —                         | 47                        | —                         | —                         | —[Y]                      | 151                       |                                                                                           | Club Future Nostalgia: The Remix Album |
| 89                                                   | 2022 | «Frozen» (Sickick Remix)[Z]                                                             | —                         | —[AA]                     | —                         | —                         | —                         | 64                        | —                         | —                         | —                         | —                         | —                         | —                         | FR: золотой                                                                               | внеальбомный сингл                     |
| 90                                                   | 2022 | «Break My Soul» (The Queens Remix) (Бейонсе совместно с Мадонной)                       | —                         | —                         | —                         | —                         | —                         | —                         | —                         | —                         | —                         | —                         | —                         | —                         |                                                                                           | Renaissance[AB]                        |
| 91                                                   | 2022 | «Back That Up to the Beat»                                                              | — [AC]                    | —                         | —                         | —                         | —[AD]                     | —                         | —                         | —                         | —                         | —                         | —[AE]                     | —                         |                                                                                           | внеальбомный сингл                     |
| 92                                                   | 2023 | «Popular» (the Weeknd совместно с Playboi Carti и Мадонной)                             | 43                        | —                         | 24                        | 47                        | 10                        | 122                       | 45                        | 96                        | 19                        | 29                        | 21                        | 16                        | US: платиновый Список - AU: : 3 × платиновый - FR: золотой - IT: золотой - GB: платиновый | «Кумир»                                |
| 93                                                   | 2023 | «Vulgar» (Сэм Смит совместно с Мадонной)                                                | —                         | —                         | —                         | —                         | —                         | —                         | —                         | —                         | —                         | 21                        | 69                        | 166                       |                                                                                           | внеальбомный сингл                     |
|                                                      |      |                                                                                         | Флаг США                  | Флаг США                  | Флаг Австралии            | Флаг Австрии              | Флаг Канады               | Флаг Франции              | Флаг Германии             | Флаг Италии               | Флаг Швейцарии            | Флаг Новой Зеландии       | Флаг Великобритании       | Весь мир                  |                                                                                           |                                        |
| «—» сингл не был издан в стране или не попал в чарт. |      |                                                                                         |                           |                           |                           |                           |                           |                           |                           |                           |                           |                           |                           |                           |                                                                                           |                                        |

Заметки
- T↑  «I Don’t Search I Find» не попал в главный чарт Франции, но вошёл в являющийся его частью цифровой чарт загрузок на 160 место.
- U↑  «I Don’t Search I Find» не попал в главный чарт Соединённого Королевства, но вошёл в являющийся его частью цифровой чарт загрузок на 66 место[289].
- W↑  «Levitating» не попал в чарт Billboard Hot 100, но вошёл в Bubbling Under Hot 100 Singles Chart на 10 место.[226]
- X↑  Из-за пандемии COVID-19 и последующего закрытия клубов Billboard приостановил чарт Dance Club Songs с марта 2020 года[290].
- Y↑  «Levitating» попал в чарт UK Singles Chart на 39 место после релиза ремикса, однако Мадонна и Мисси Эллиотт не были указыны в credits системой чартов[291].
- Z↑  «Frozen» (Sickick Remix) был официально выпущен на итальянском радио 24 января 2022[292]. Существуют ещё три другие версии, выпущенные исключительно как цифровые промо-синглы, на всех из них присутствует вокал Fireboy DML, 070 Shake и Sickick[293].
- AA↑  «Frozen» (Remix) не попал в чарт Billboard Dance Club Songs, но достиг 10-го места в чарте Dance/Electronic Songs[294].
- AB↑  Сингл выпущен для продвижения альбома Бейонсе Renaissance, хотя именно этот ремикс песни не входит в альбом[295].
- AC↑  «Back That Up to the Beat» не попал в чарт Billboard Hot 100, но вошёл в его цифровой компонент на 33 место[296].
- AD↑  «Back That Up to the Beat» не попал в чарт Billboard Canadian Hot 100, но вошёл в его цифровой компонент на 24 место[297].
- AE↑  «Back That Up to the Beat» не попал в чарт UK Singles Chart, но вошёл в его цифровой компонент на 14 место[298].

### Промосинглы
| № п/п                                                | Год                | Название                                                | Наивысшая позиция в чарте | Наивысшая позиция в чарте | Наивысшая позиция в чарте | Альбом                         |
| № п/п                                                | Год                | Название                                                | US Dance                  | FR Down.                  | GB Down.                  | Альбом                         |
| Промосинглы 1980-х                                   | Промосинглы 1980-х | Промосинглы 1980-х                                      | Промосинглы 1980-х        | Промосинглы 1980-х        | Промосинглы 1980-х        | Промосинглы 1980-х             |
| ---------------------------------------------------- | ------------------ | ------------------------------------------------------- | ------------------------- | ------------------------- | ------------------------- | ------------------------------ |
| 1                                                    | 1983               | «Physical Attraction»                                   | —                         | —                         | —                         | Madonna                        |
| 2                                                    | 1985               | «Over and Over»                                         | —                         | —                         | —                         | Like a Virgin                  |
| 3                                                    | 1986               | «Where’s the Party»                                     | —                         | —                         | —                         | True Blue                      |
| 4                                                    | 1987               | «You Can Dance (LP Cuts)»                               | 1                         | —                         | —                         | You Can Dance                  |
| Промосинглы 1990-х                                   |                    |                                                         |                           |                           |                           |                                |
| 5                                                    | 1990               | «Pray for Spanish Eyes»                                 | —                         | —                         | —                         | Like a Prayer                  |
| 6                                                    | 1992               | «Erotic»                                                | —                         | —                         | —                         | внеальбомный сингл             |
| 7                                                    | 1995               | «I Want You» (совместно с Massive Attack)               | —                         | —                         | —                         | Something to Remember          |
| 8                                                    | 1997               | «Buenos Aires» (Remix)                                  | 3                         | —                         | —                         | Evita                          |
| 9                                                    | 1998               | «Sky Fits Heaven»                                       | 41                        | —                         | —                         | Ray of Light                   |
| 10                                                   | 1998               | «Little Star»                                           | —                         | —                         | —                         | Ray of Light                   |
| Промосинглы 2000-х                                   |                    |                                                         |                           |                           |                           |                                |
| 11                                                   | 2000               | «Skin»                                                  | —                         | —                         | —                         | Ray of Light                   |
| 12                                                   | 2000               | «Amazing»                                               | —                         | —                         | —                         | Music                          |
| 13                                                   | 2001               | «Impressive Instant»                                    | 1                         | —                         | —                         | Music                          |
| 14                                                   | 2001               | «GHV2 Megamix»                                          | 5                         | —                         | —                         | GHV2                           |
| 15                                                   | 2003               | «Into the Hollywood Groove» (совместно с Мисси Эллиотт) | —                         | —                         | —                         | Remixed & Revisited            |
| 16                                                   | 2003               | «Nobody Knows Me»                                       | 4                         | —                         | —                         | American Life                  |
| 17                                                   | 2005               | «Imagine» (Live)                                        | —                         | —                         | —                         | I'm Going to Tell You a Secret |
| 18                                                   | 2005               | «Mother and Father»                                     | 9                         | —                         | —                         | American Life                  |
| Промосинглы 2010-х                                   |                    |                                                         |                           |                           |                           |                                |
| 19                                                   | 2012               | «Broken»                                                | —                         | —                         | —                         | внеальбомный сингл             |
| 20                                                   | 2012               | «Love Spent»                                            | —                         | —                         | —                         | MDNA                           |
| 21                                                   | 2012               | «Superstar»                                             | —                         | —                         | —                         | MDNA                           |
| 22                                                   | 2019               | «Future» (совместно с Quavo)                            | —                         | 16                        | 33                        | Madame X                       |
| 23                                                   | 2019               | «Dark Ballet»                                           | —                         | 49                        | 83                        | Madame X                       |
| 24                                                   | 2019               | «God Control»                                           | —                         | 60                        | —                         | Madame X                       |
| 25                                                   | 2019               | «Batuka»                                                | —                         | —                         | —                         | Madame X                       |
| Промосинглы 2020-х                                   |                    |                                                         |                           |                           |                           |                                |
| 26                                                   | 2022               | «Material Gworrllllllll!» (совместно c Saucy Santana)   | —                         | —                         | 69                        | внеальбомные синглы            |
| 27                                                   | 2022               | «Hung Up on Tokischa» (совместно с Tokischa)            | —                         | —                         | 55                        | внеальбомные синглы            |
|                                                      |                    |                                                         | Флаг США                  | Флаг Франции              | Флаг Великобритании       |                                |
| «—» сингл не был издан в стране или не попал в чарт. |                    |                                                         |                           |                           |                           |                                |

## Другие песни в чартах
| № п/п                                                       | Год  | Название                                                 | Наивысшая позиция в чарте | Наивысшая позиция в чарте | Наивысшая позиция в чарте | Наивысшая позиция в чарте | Наивысшая позиция в чарте | Наивысшая позиция в чарте | Наивысшая позиция в чарте | Наивысшая позиция в чарте | Наивысшая позиция в чарте | Наивысшая позиция в чарте | Наивысшая позиция в чарте | Наивысшая позиция в чарте | Альбом                    |
| № п/п                                                       | Год  | Название                                                 | US Dance                  | CA                        | CZ                        | FI                        | FR                        | IT                        | PT                        | ES                        | SE                        | CH                        | GB                        | Spotify Global            | Альбом                    |
| ----------------------------------------------------------- | ---- | -------------------------------------------------------- | ------------------------- | ------------------------- | ------------------------- | ------------------------- | ------------------------- | ------------------------- | ------------------------- | ------------------------- | ------------------------- | ------------------------- | ------------------------- | ------------------------- | ------------------------- |
| 1                                                           | 2000 | «Time Stood Still»                                       | —                         | —                         | 3                         | —                         | —                         | —                         | —                         | —                         | —                         | —                         | —                         | —                         | «Лучший друг»             |
| 2                                                           | 2007 | «Sing» (Энни Леннокс при участии различных исполнителей) | 18                        | —                         | —                         | —                         | —                         | —                         | —                         | —                         | —                         | —                         | 161                       | —                         | Songs of Mass Destruction |
| 3                                                           | 2008 | «Candy Shop»                                             | —                         | —                         | —                         | —                         | —                         | —                         | —                         | —                         | —                         | —                         | —                         | —                         | Hard Candy                |
| 4                                                           | 2008 | «She’s Not Me»                                           | —                         | —                         | —                         | —                         | —                         | —                         | —                         | —                         | —                         | —                         | —                         | —                         | Hard Candy                |
| 5                                                           | 2008 | «Beat Goes On» (при участии Канье Уэста)                 | —                         | 82                        | —                         | 15                        | —                         | —                         | —                         | —                         | —                         | —                         | 189                       | —                         | Hard Candy                |
| 6                                                           | 2009 | «It’s So Cool»                                           | —                         | —                         | —                         | 8                         | —                         | 20                        | —                         | —                         | 30                        | —                         | 107                       | —                         | Celebration               |
| 7                                                           | 2012 | «Gang Bang»                                              | —                         | —                         | —                         | —                         | 93                        | —                         | —                         | —                         | —                         | —                         | —                         | —                         | MDNA                      |
| 8                                                           | 2014 | «Devil Pray»                                             | —                         | —                         | —                         | —                         | 62                        | 43                        | —                         | 50                        | —                         | 59                        | —                         | —                         | Rebel Heart               |
| 9                                                           | 2014 | «Unapologetic Bitch»                                     | —                         | —                         | —                         | —                         | 91                        | —                         | —                         | —                         | —                         | —                         | —                         | —                         | Rebel Heart               |
| 10                                                          | 2014 | «Illuminati»                                             | —                         | —                         | —                         | —                         | 92                        | —                         | —                         | —                         | —                         | —                         | —                         | —                         | Rebel Heart               |
| 11                                                          | 2015 | «Joan of Arc»                                            | —                         | —                         | —                         | —                         | 76                        | —                         | —                         | —                         | —                         | —                         | —                         | —                         | Rebel Heart               |
| 12                                                          | 2015 | «Iconic» (при участии Chance the Rapper и Майка Тайсона) | —                         | —                         | —                         | —                         | 114                       | —                         | —                         | —                         | —                         | —                         | —                         | —                         | Rebel Heart               |
| 13                                                          | 2018 | «Champagne Rosé» (Quavo при участии Мадонны и Cardi B)   | —                         | —                         | —                         | —                         | —                         | —                         | —                         | —                         | —                         | —                         | —                         | 126                       | Quavo Huncho              |
| 14                                                          | 2019 | «Extreme Occident»                                       | —                         | —                         | —                         | —                         | —                         | —                         | —                         | —                         | —                         | —                         | —                         | —                         | Madame X                  |
| 15                                                          | 2019 | «Faz Gostoso» (при участии Анитты)                       | —                         | —                         | —                         | —                         | —                         | —                         | 53                        | —                         | —                         | —                         | —                         | 161                       | Madame X                  |
| 16                                                          | 2019 | «Looking for Mercy»                                      | —                         | —                         | —                         | —                         | —                         | —                         | —                         | —                         | —                         | —                         | —                         | —                         | Madame X                  |
|                                                             |      |                                                          | Флаг США                  | Флаг Канады               | Флаг Чехии                | Флаг Финляндии            | Флаг Франции              | Флаг Италии               | Флаг Португалии           | Флаг Испании              | Флаг Швеции               | Флаг Швейцарии            | Флаг Великобритании       |                           |                           |
| «—» означает, что релиз не был выпущен или не попал в чарт. |      |                                                          |                           |                           |                           |                           |                           |                           |                           |                           |                           |                           |                           |                           |                           |

## Мини-альбомы (EP)
| № п/п | Год  | Название                           | Детали                                                                              | Описание |
| ----- | ---- | ---------------------------------- | ----------------------------------------------------------------------------------- | --- |
| 1     | 1984 | Like a Virgin & Other Big Hits!    | - Дата выхода: 10 октября - Лейблы: Sire, Warner-Pioneer Japan - Формат: LP, CD     | - Японский EP. Включает «Like a Virgin» (Extended Dance Remix), «Holiday», «Lucky Star» (Extended Dance Remix) и «Borderline» (Extended Dance Remix). Был позже издан как CD макси-сингл. |
| 2     | 1985 | 12"ers+2                           | - Дата выхода: 6 сентября - Лейблы: Sire, Warner Bros. - Формат: LP, CD             | - Редкое издание — первый EP Мадонны. Релиз был отменём в 1985 году лейблом Sire Records, но потом вышел в сентябре 1985 года в Японии в качестве промокассеты. Релиз был отменён из-за непрерывной череды релизов Мадонны в 1985, включая переиздания альбомов Madonna и Like a Virgin на многих территориях. Треклист: «Ain’t No Big Deal», «Dress You Up» (The 12" Formal Mix), «Angel» (Extended Dance Mix) «Lucky Star» (U.S. Remix), «Into the Groove», «Material Girl» (Jellybean Dance Mix), «Borderline» (U.S. Remix) и «Like a Virgin» (Extended Dance Remix). |
| 3     | 1985 | Madonna Mix                        | - Дата выхода: - Лейблы: WEA, Warner Bros. - Формат: LP                             | - Редкий венесуэльский виниловый EP 1985 года. Включает треки: «Borderline», «Holiday» и «Into the Groove» на Стороне A. «Angel», «Material Girl» and «Dress You Up» на оборотной. Все треки переходят один в один, как диджейский сет и являются альбомными версиями. Был позже издан в Колумбии и Эквадоре. |
| 4     | 1986 | Super Club Mix: True Blue          | - Дата выхода: октябрь - Лейблы: Sire, Warner-Pioneer Japan - Формат: LP, CD        | - Японский EP 1986 года. Включает «True Blue» (The Color Mix), «Everybody» (Dub Version), «Papa Don’t Preach» (Extended Remix), «Everybody» (Extended Version) и «Live to Tell» (Instrumental). Был позже издан как CD макси-сингл. |
| 5     | 1987 | La Isla Bonita: Super Mix EP       | - Дата выхода: 25 мая - Лейблы: Sire, Warner-Pioneer Japan - Формат: LP, CD         | - Японский EP 1987 года. Включает «La Isla Bonita» (Extended Remix), «Open Your Heart» (Extended Version), «Gambler», «Crazy for You» и «La Isla Bonita» (Instrumental). Был позже издан как CD макси-сингл. |
| 6     | 1989 | Madonna 1983—1989                  | - Дата выхода: 20 сентября - Лейблы: Sire, Warner Bros. - Формат: LP, CD            | - Японский EP хитов только для диджеев и ретейлеров. Был переиздан в мае 1990 с добавлением «Vogue» (1990) и «Keep It Together» (1990) и переименован в Madonna 1983—1990. |
| 7     | 1990 | Vogue EP                           | - Дата выхода: 25 сентября - Лейблы: Sire, WEA Japan - Формат: CD                   | - Японский EP 1990 года. Включает 3 ремикса «Vogue», два ремикса «Hanky Panky» и альбомную версию «More». |
| 8     | 1991 | The Holiday Collection             | - Дата выхода: 2 июня - Лейблы: Sire, Warner Bros. - Формат: CD, кассета            | - Британский EP, выпущенный ограниченным тиражом и сопровождающий в 1991 году переиздание сингла «Holiday» (1983). EP включает три песни, не попавшие в The Immaculate Collection (1990), а именно «True Blue» (1986), «Who’s That Girl» (1987) and «Causing a Commotion» (1987). |
| 9     | 1993 | Deeper and Deeper EP               | - Дата выхода: 10 апреля - Лейблы: Maverick, Sire, Warner Music Japan - Формат: CD  | - Японский 12-трековый EP 1993 года. Включает 6 ремиксов «Deeper and Deeper», «Bad Girl» (Extended Mix) и пять ремиксов «Erotica». |
| 10    | 1993 | Rain EP                            | - Дата выхода: 25 октября - Лейблы: Maverick, Sire, Warner Music Japan - Формат: CD | - Японский 10-трековый EP 1993 года. Включает 3 версии «Rain», «Waiting» (Remix), «Up Down Suite» (Dub), «Bad Girl» (Extended Mix) и 4 ремикса «Fever». |
| 11    | 1993 | The Girlie Show                    | - Дата выхода: сентябрь - Лейблы: Warner Music Brazil - Формат: CD                  | - Бразильский EP приуроченный к The Girlie Show World Tour. Включает «Erotica», «Deeper and Deeper», «Bad Girl», «Fever», «Rain» и «Bye Bye Baby». |
| 12    | 2015 | Rebel Heart EP                     | - Дата выхода: март - Лейбл: Boy Toy · Live Nation · Interscope - Формат: ЦД        | - Британский EP выпущен следом за студийным альбомом Rebel Heart. Содержит песни «Beautiful Scars», «Borrowed Time», «Addicted», «Graffiti Heart» и два ремикса «Living for Love». Эти треки также выпущены в 2-дисковой CD-версии альбома. |
| 13    | 2022 | Who’s That Girl: Super Club Mix EP | - Дата выхода: 23 апреля - Лейбл: Sire - Формат: 12”                                | - Красный винил на День музыкального магазина — эксклюзивное лимитированное издание тиражом в 15.000 копий с ремиксами Who’s That Girl и Causing a Commotion к 35-летию саундтрека, с ремиксами из оригинальных синглов 12". |
|       |      |                                    |                                                                                     | |

## Сборники ремиксов
| № п/п | Год  | Название                            | Детали                                                                         | Описание |
| ----- | ---- | ----------------------------------- | ------------------------------------------------------------------------------ | --- |
| 1     | 1989 | Remixed Prayers                     | - Дата выхода: 23 августа - Лейбл: Sire, Warner Bros. - Формат: LP, CD         | - Японский альбом ремиксов «Like a Prayer» (1989) и «Express Yourself» (1989) с отличающейся обложкой Кристофера Чикконе. Достиг 24-го места в чарте Oricon и оставался в нём 5 недель. |
| 2     | 2001 | GHV2 Remixed: The Best of 1991—2001 | - Дата выхода: 20 ноября - Лейбл: Maverick, Warner Bros. - Формат: LP, CD      | - Промоальбом ремиксов из GHV2 (2001). |
| 3     | 2006 | Confessions Remixed                 | - Дата выхода: 11 апреля - Лейбл: Warner Bros. - Формат: 3×сторонний винил, CD | - Альбом ремиксов Confessions on a Dance Floor (2005). |
| 4     | 2019 | Like a Prayer 30th Anniversary      | - Дата выхода: 21 марта - Лейбл: Warner Bros., WEA Music - Формат: ЦД          | - Исключительно цифровой сборник ремиксов к 30-летию альбома Like a Prayer. |
| 5     | 2021 | True Blue 35th Anniversary Edition  | - Дата выхода: 30 июля - Лейбл: Sire, Warner Bros. - Формат: ЦД                | - Цифровой альбом с перевыпуском True Blue к 35-летию альбома — с бонусными ремиксами из оригинальных синглов 12".\|}                                                                   |

## Бокс-сеты
| № п/п | Год  | Название                                                   | Детали                                                                                           | Описание |
| ----- | ---- | ---------------------------------------------------------- | ------------------------------------------------------------------------------------------------ | --- |
| 1     | 1990 | True Blue/Like a Prayer                                    | - Дата выхода: 1990 - Лейбл: Sire, WEA Music Australia - Формат: кассета                         | - Австралийский релиз с двумя студийными альбомами на одной кассете. На одной стороне альбом True Blue и Like a Prayer на другой. |
| 2     | 1991 | The Royal Box                                              | - Дата выхода: январь - Лейбл: Sire, Warner Bros. - Формат: CD, кассета                          | - Бокс-сет версия The Immaculate Collection включает CD или кассету с версией альбома, а также открытки и постер. |
| 3     | 1996 | CD Single Collection                                       | - Дата выхода: 25 ноября - Лейбл: Maverick, Sire, Warner Music Japan - Формам: CD                | - Бокс-сет сорока 3" CD синглов начиная с «Burning Up» (1983) до «One More Chance» (1996), делюкс-издание в чёрной лакированной коробке с красным, размером 8" × 8" × 4". |
| 4     | 1999 | The Immaculate Collection/You Can Dance                    | - Дата выхода: 1999 - Лейбл: WEA Music, Warner Music France - Формат: CD                         | - Бокс-сет включает альбомные версии The Immaculate Collection и You Can Dance. |
| 5     | 2000 | 3 for One                                                  | - Дата выхода: 31 октября - Лейбл: Warner Music Australia - Формат: CD                           | - Бокс-сет с альбомными версиями Madonna — The First Album (1985 reissue), Like a Virgin (не включает сингл «Into the Groove») и True Blue. |
| 6     | 2000 | Like a Virgin/Madonna — The First Album                    | - Дата выхода: 17 октября - Лейбл: WEA Music, Warner Music France - Формат: CD                   | - Бокс-сет 1985 года с переизданными Like a Virgin (включает «Into the Groove») и Madonna — The First Album. |
| 7     | 2000 | You Can Dance/Erotica                                      | - Дата выхода: 10 октября - Лейбл: WEA Music, Warner Music France - Формат: CD                   | - Бокс-сет включает оригиналы альбомных версий You Can Dance и Erotica. |
| 8     | 2001 | The Immaculate Collection/Something to Remember            | - Дата выхода: ноябрь - Лейбл: WEA Records, Warner Music Australia - Формат: CD                  | - Бокс-сет включает сборник хитов The Immaculate Collection и сборник баллад Something to Remember. Выпущен одновременно с релизомGHV2. |
| 9     | 2002 | True Blue/Like a Virgin                                    | - Дата выхода: 20 сентября - Лейбл: Warner Strategic Marketing, Warner Music France - Формат: CD | - Бокс-сет включает remastered-версии 2001 года True Blue и Like a Virgin. |
| 10    | 2002 | 2 CD Hit Collection                                        | - Дата выхода: 2002 - Лейбл: Warner Music Germany - Формат: CD                                   | - Бокс-сет включает Erotica и remastered-версию 2001 года Madonna. |
| 11    | 2002 | The Best of I + II                                         | - Дата выхода: 2002 - Лейбл: Warner Music Germany - Формат: CD                                   | - Бокс-сет включает альбомы The Immaculate Collection и GHV2. |
| 12    | 2003 | American Life: Special Limited Edition Box                 | - Дата выхода: 22 апреля - Лейбл: Maverick, Warner Bros. - Формат: CD                            | - Бокс-сет включает альбомную версию American Life с двусторонним 23"×35" постером, печатью листа и улучшенным CD. |
| 13    | 2003 | Édition Spéciale 2CDs: American Life + Remixed & Revisited | - Дата выхода: 9 декабря - Лейбл: Maverick, Warner Music France - Формат: CD                     | - Бокс-сет включает альбомную версию American Life и компиляцию ремиксов Remixed & Revisited. |
| 14    | 2005 | American Life/Music                                        | - Дата выхода: 2005 - Лейбл: Warner Strategic Marketing, Warner Music France - Формат: CD        | - Бокс-сет включает альбомную версию American Life и 11-трековую версию Music (с «American Pie»). |
| 15    | 2005 | American Life/Music/Ray of Light                           | - Дата выхода: 2005 - Лейбл: Warner Strategic Marketing, Warner Music France - Формат: CD        | - Бокс-сет включает альбомную версию American Life, 11-трековую версию Music (с «American Pie») и Ray of Light It charted at number 174 on the French Albums Chart for two weeks.. |
| 16    | 2005 | Confessions on a Dance Floor: Special Edition Box          | - Дата выхода: 13 декабря - Лейбл: Warner Bros. - Формат: CD                                     | - Бокс-сет включает две книги, месяц бесплатного членства в Icon (официальном фан-клубе Мадонны) и бонус-трек «Fighting Spirit». |
| 17    | 2006 | The Complete Collection                                    | - Дата выхода: август - Лейбл: Warner Music UK - Формат: CD, DVD                                 | - Бокс-сет включает все 17 альбомов и сборников, от Madonna до I’m Going to Tell You a Secret (CD/DVD), за исключением саундтрека к Эвите. Был роздан британским СМИ по случаю лондонской части Confessions Tour, издан в количестве 100 копий Warner Music UK. |
| 18    | 2008 | Hard Candy: Limited Collector’s Edition Candy Box          | - Дата выхода: 29 апреля - Лейбл: Warner Bros. - Формат: CD                                      | - Бокс-сет с альбомом и двумя ремиксами «4 Minutes» и пакетиком мятных конфет. |
| 19    | 2008 | Madonna: Dalle Origini Al Mito (От истоков к мифу)         | - Дата выхода: c 20 июня по 29 августа - Лейбл: Warner Music Italy - Формат: CD, DVD             | - Бокс-сет продавался еженедельно итальянской газетой Corriere Della Sera в 2008 в качестве партворка. Включает эксклюзивный дизайн обложки CD с приколотым логотипом Мадонны. Были включены Madonna, Like a Virgin and True Blue (remastered-версии), Who’s That Girl, Like a Prayer, I’m Breathless, Erotica, Bedtime Stories и Evita плюс 2 DVD The Immaculate Collection и Ciao, Italia! — Live from Italy.  |
| 20    | 2012 | Original Album Series                                      | - Дата выхода: 26 марта - Лейбл: Warner Bros. - Формат: CD                                       | - Европейский 5-дисковый бокс сет с True Blue (remastered), Like a Prayer, Ray of Light, Music и Confessions on a Dance Floor. |
| 21    | 2012 | The Complete Studio Albums (1983—2008)                     | - Дата выхода: 26 марта - Лейбл: Warner Bros. - Формат: CD                                       | - Ограниченный тираж (англ. Limited Edition). Европейский 11-дисковый бокс-сет с альбомами Madonna (remastered), Like a Virgin (remastered), True Blue (remastered), Like a Prayer, Erotica, Bedtime Stories, Ray of Light, Music, American Life, Confessions on a Dance Floor и Hard Candy. С продажами в 2,055 копий в Соединённом Королевстве бокс-сет дебютировал на 70 месте Официального альбомного чарта. |
| 22    | 2012 | La Sélection Ideale: Madonna                               | - Дата выхода: 13 августа - Лейбл: Rhino, WEA Music, Warner Music France - Формат: CD            | - Французский бокс-сет digi-pak с remastered-версиями альбомов Madonna, True Blue (без ремиксов на оригинальных remastered-версиях) и American Life. |

## Совместные проекты и участия
| № п/п | Год  | Название                                 | Описание |
| ----- | ---- | ---------------------------------------- | --- |
| 1     | 1984 | «Ain’t No Big Deal»                      | - Песня Стивена Брэйя и Мадонны, спродюсирована Рэгги Лукасом, но не вошла в альбом Madonna и появилась на сборнике 1984 года лейбла Warner Bros. Revenge of the Killer B’s Vol. 2. Изначально планировалась би-сайдом к «Everybody», но этого не произошло. Песня появилась как AA макси-сингл в Японии вместе «Dress You Up» в 1985 году, а также как би-сайд «True Blue» в некоторых странах в 1986 году. |
| 2     | 1984 | «Sidewalk Talk»                          | - Песня записана и выпущена Джоном Бенитесом в качестве сингла из его альбома Wotupski!?! Песня написана Мадонной и её голос слышно на припеве. Также песня появилась на сборнике 80’s Dance Hits'.. |
| 3     | 1986 | «Each Time You Break My Heart»           | - Сингл Ника Камена из его одноимённого альбома. Мадонна написала и спродюсировала песню со Стивеном Брэйем, а также спела на бэк-вокале. Сингл вошёл в ТОП-5 британского чарт и получил серебряную сертификацию британской BPI и во Франции. |
| 4     | 1987 | «Santa Baby»                             | - Песня из альбома A Very Special Christmas спродюсирована Джимми Ивайн. Остаётся самой успешной песней Мадонны, не выпущенной синглом, с 189 тыс. скачиваний согласно Nielsen SoundScan. |
| 5     | 1989 | «I Surrender Dear»                       | - Дуэт с актрисой Дженнифер Грей звучит в фильме 1989 года Ищейки Бродвея. |
| 6     | 1992 | «Get Over»                               | - Песня в исполнении Ника Скотти. Количество вокала Мадонны позволяет говорить о дуэте. Песня написана и спродюсирована Мадонной и Шепом Петтибоном и выпущена как второй сингл из одноимённого альбома Ника Скотти. |
| 7     | 1992 | «Supernatural» (Original Arms House Mix) | - Ремикс песни, изначально записанной во время сессий Like a Prayer. Ремикс создан Sly & Robbie для сборника Red Hot + Dance. Оригинальная версия ранее появлялась как b-side к синглу 1989 года «Cherish». |
| 8     | 1994 | «Goodbye to Innocence»                   | - Песня со сборника Sire Records Just Say Roe: Volume VII of Just Say Yes, записана в 1992 году во время сессий Erotica. Чуть ранее в 1993 году ремикс-версия этой песни под названием «Up Down Suite» появилась на сингле «Rain». |
| 9     | 1995 | «Freedom»                                | - Песня со сборника Carnival!: Rainforest Foundation Concert, записана во время сессий альбома Bedtime Stories в 1994 году. |
| 10    | 1995 | «Guilty By Association»                  | - Дуэт Мадонны со своим шурином Джо Генри для благотворительного альбома Sweet Relief II: Gravity of the Situation. |
| 11    | 1997 | «Love Won't Wait»                        | - Песня написана Мадонной и Шепом Петтибоном. Записана Гэри Барлоу и выпущена вторым синглом из его альбома Open Road. |
| 12    | 1998 | «Bittersweet»                            | - Песня из альбома Дипака Чопры Gift of Love: Music Inspired by Rumi Love Poem. Мадонна читает стихотворение персидского поэта Руми. |
| 13    | 1999 | «Be Careful (Cuidado Con Mi Corazon)»    | - Дуэт с Рики Мартином из его альбома Ricky Martin. Написан и спродюсирован Мадонной и Уильямом Орбитом. |
| 14    | 2000 | «Time Stood Still»                       | - Песня из альбома саундтрека к фильму 2000 года «Лучший друг», написана и спродюсирована Мадонной и Уильямом Орбитом. |
| 15    | 2001 | «Skin» (The Collaboration Mix)           | - Ремикс песни из альбома Ray of Light (1998). Ремикс создан Виктором Кальдероном и Питером Рауховефером и эксклюзивно выпущен на сборнике E=VC2 Volume 2. |
| 16    | 2004 | «Mi Abbandono A Te»                      | - Песня написана Мадонной и Риком Ноуэлзом, и записана итальянской певицей Лаурой Паузини для её альбома 2004 года Resta In Ascolto. В основу песни положена невыпущенная демо «Like a Flower» с сессий Ray of Light. |
| 17    | 2007 | «Sing»                                   | - Песня Энни Леннокс из её альбома Songs of Mass Destruction. Мадонна поёт одну строчку и на бэк-вокале с 22 другими исполнителями. |
| 18    | 2007 | «Alone Again»                            | - Песня написана Мадонной и Риком Ноуэлзом и записана австралийской певицей Кайли Миноуг для её документального фильма 2007 года White Diamond: A Personal Portrait of Kylie Minogue. |
| 19    | 2018 | «CHAMPAGNE ROSÉ»                         | - Песня из сольного альбома Quavo (участника группы Migos). Мадонна записала сообщение на автоответчик рэпера — он решил использовать отрывок в песне, вышедшей в альбоме Quavo Huncho. |
|       |      |                                          | |

## Сноски
1. ↑  A promotional 7" single of "Physical Attraction" was released in the United States in 1983.[301]
2. ↑  Promotional 7" and 12" singles of "Over and Over", c би-сайдом "Borderline", were released in Italy in 1985.[302]
3. ↑  A promotional 7" single of "Where's the Party", with B-side "Love Don't Live Here Anymore", was released in the Philippines in 1986.[303]
4. ↑  A promotional 7" single of "Pray for Spanish Eyes" was released in Spain in 1990.[304]
5. ↑  Promotional CD available with the 1992 publication, Sex. This version was created at the end of the Erotica sessions and includes additional lyrics not available on the album version. These lyrics were also used in the William Orbit remixes on the "Erotica" single.[305]
6. ↑  Originally to be the lead single from Something to Remember, "I Want You" was released as a promotional single with an official music video on October 2, 1995.[306]
7. ↑  A promotional CD single of "Little Star" was released in the United Kingdom in 1998.[307]
8. ↑  A promotional CD single of "Skin" was released in the United States on May 1, 2000.[308]
9. ↑  A promotional CD single of "Amazing" was released in select European territories in 2000.[309]
10. ↑  A remix of "Into the Groove" and "Hollywood" featuring Missy Elliott. It was created as part of a commercial campaign for clothing retailer GAP and copies of the promotional CD were given away to customers.[310]
11. ↑   Madonna performed the cover of the John Lennon song at the Tsunami Aid: Concert of Hope in January 2005. Her performance was available as a digital download on the Sony Connect website the following day of the concert. All proceeds from the downloads went to the American Red Cross charity.[311]
12. ↑  The song was recorded during the Celebration sessions. Madonna's official fanclub Icon's members were given a special 12" vinyl single of the track with unique artwork as a part of their membership.[312]
13. ↑  A promotional CD single of "Love Spent" was released in the Netherlands in 2012.[313]
14. ↑   Released on December 3, 2012 in Brazil as a special edition free CD with Brazilian newspaper Folha de S. Paulo. The accompanying artwork for the single was created by Brazilian graffiti artist Simone Sapienza who won a contest sponsored by Johnnie Walker's Keep Walking Project in Brazil, she was chosen by Madonna after being among ten finalists.[314][315]
15. ↑   Performed by Annie Lennox on her album, Songs of Mass Destruction[англ.]. Madonna sang one verse and back-up vocals with 22 other artists.[320]
16. ↑  "Candy Shop" did not enter the main chart in Finland but entered the download component chart at number 21.[321]
17. ↑  "She's Not Me" did not enter the main chart in Finland but entered the download component chart at number 17.[321]
18. ↑  "Devil Pray" did not enter the main chart in Finland but entered the download component chart at number 16.[322]
19. ↑  "Unapologetic Bitch" did not enter the main chart in Finland but entered the download component chart at number 19.[322]
20. ↑  "Illuminati" did not enter the main chart in Finland but entered the download component chart at number 20.[322]
21. ↑  "Iconic" did not enter the main chart in Finland but entered the download component chart at number 30.[323]
22. ↑  "Champagne Rosé" did not enter the US Dance Club Songs chart but charted at number 20 on Bubbling Under Hot 100 chart,[324] and peaked at number eight on the Bubbling Under R&B/Hip-Hop Singles chart.[325]
23. ↑  "Extreme Occident" did not enter the main chart in France but entered the download component chart at number 192.
24. ↑  "Faz Gostoso" did not enter the main chart in France but entered the download component chart at number 187.
25. ↑  "Looking for Mercy" did not enter the main chart in France but entered the download component chart at number 198.